# Österreich 2018
Dieser Artikel listet Ereignisse des Jahres 2018 in Österreich auf.

## Allgemein
- 08. Jänner: Der Komplexitätsforscher Stefan Thurner wird vom Klub der Bildungs- und Wissenschaftsjournalisten als österreichischer Wissenschafter des Jahres 2017 ausgezeichnet.[1][2]
- 23. Jänner: Niki Lauda erhält beim Bieterprozess den Zuschlag für das insolvente Air-Berlin-Tochterunternehmen Niki Luftfahrt[3]
- 08. Februar: 62. Wiener Opernball
- 15. bis 24. März: Nextcomic-Festival Linz
- 13. April: Lange Nacht der Forschung
- 27. April: Start der Oberösterreichischen Landesausstellung 2018 – „Die Rückkehr der Legion. Römisches Erbe in Oberösterreich“
- 08. Mai: Das Fest der Freude findet zum sechsten Mal am Wiener Heldenplatz statt.
- 25. Mai: 14. Lange Nacht der Kirchen
- 02. Juni: 25. Life Ball
- 13. Juni: Der Informatiker und Mathematiker Herbert Edelsbrunner und die Ethnomusikologin Ursula Hemetek werden mit dem mit je 1,4 Millionen Euro dotierten Wittgenstein-Preis ausgezeichnet.[4]
- 15. und 16. Juni: Europa-Forum Wachau
- 16. Juni: 23. Regenbogenparade
- 29. Juni: Der österreichische Verfassungsgerichtshof ist zu der Erkenntnis gelangt, dass Intersexuelle Menschen, deren biologisches Geschlecht also nicht eindeutig „männlich“ oder „weiblich“ ist, ein Recht auf eine ihrer Geschlechtlichkeit entsprechende Eintragung im Personenstandsregister oder in Urkunden haben, begründet auf Art. 8 EMRK[5]
- 04. bis 8. Juli: Ingeborg-Bachmann-Preis 2018 in Klagenfurt
- 1. September: Die Tageszeitung Die Presse veröffentlicht zum fünften Mal eine Liste der einflussreichsten Ökonomen des Jahres.
- 15. bis 31. August: Europäisches Forum Alpbach
- 15. und 16. September: Open House in Wien
- 19. bis 23. September: Philosophicum Lech

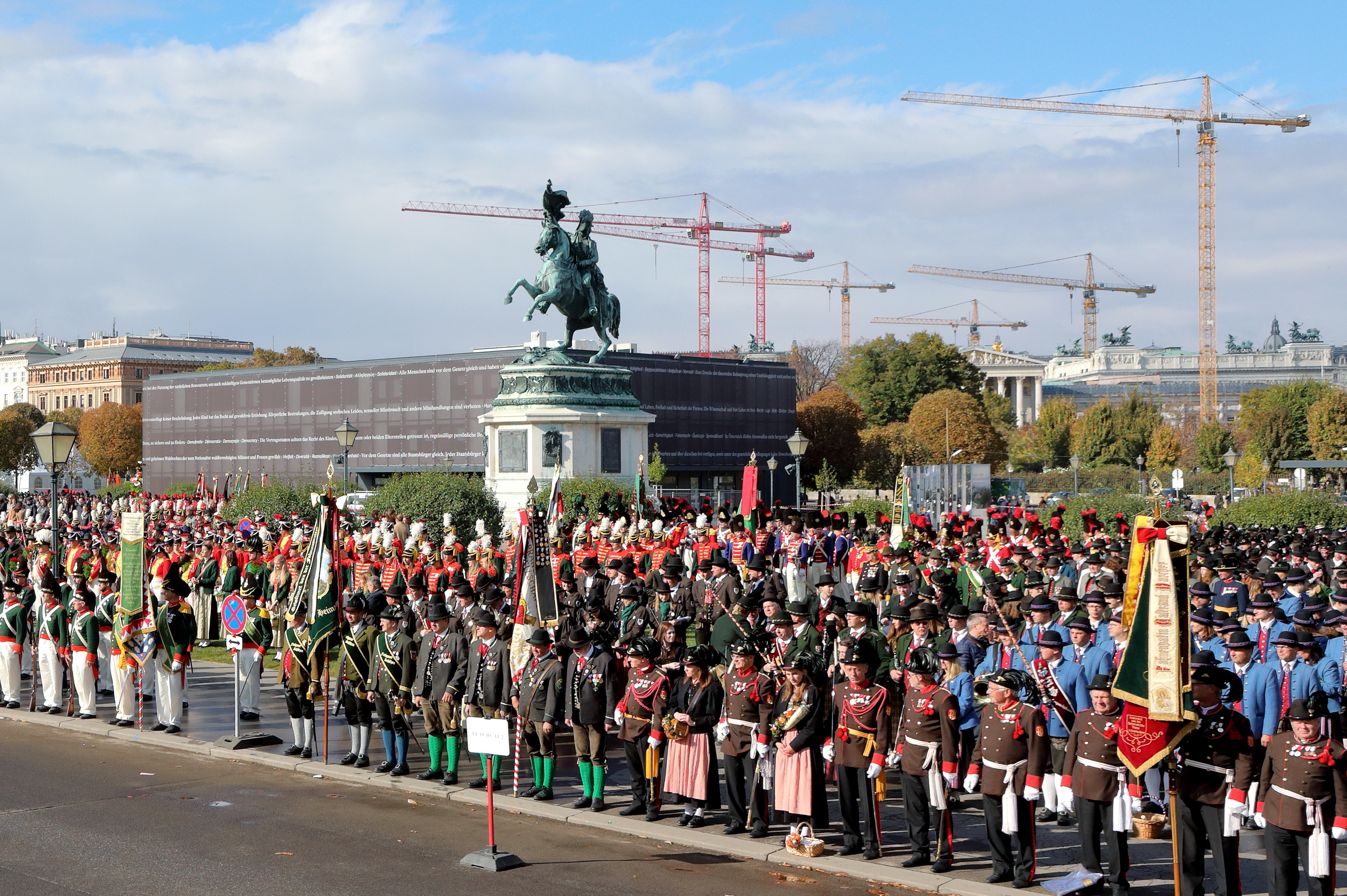
Festakt „100 Jahre Republik Österreich“ auf dem Heldenplatz
(21. Oktober 2018)

- 20. September bis 14. Oktober: Festival für zeitgenössische Kunst Steirischer Herbst
- 27. September bis 14. Oktober: Wiener Wiesn-Fest
- 30. September: Tag des Denkmals 2018
- 6. Oktober: Lange Nacht der Museen
- 21. Oktober: Festakt „100 Jahre Republik Österreich“ auf dem Heldenplatz mit über 80 Schützenkompanien und etwa 25 Musikkapellen
- 23. Oktober: Verleihung der Auszeichnung Österreicher des Jahres 2018
- 25. Oktober: Verleihung der Big Brother Awards im Wiener Rabenhof Theater
- ab 27. Oktober: Unwetter im Alpen-Adria-Raum im Herbst 2018
- 5. November: Verleihung des Österreichischen Buchpreises 2018
- 7. bis 11. November: Buch Wien
- 10. November: Eröffnung des Haus der Geschichte Österreich[6]
- 6. Dezember: Bekanntgabe des Österreichischen Wort des Jahres 2018

### Österreichische Google-Suchbegriffe des Jahres 2018
- Themen des Jahres: 2. Volksbegehren Rauchverbot, 3. Frauenvolksbegehren, 7. Metaller KV Verhandlungen, 10. 12-Stunden Tag
- Promis & Aufreger Österreich: 1. Niki Lauda, 2. Roman Rafreider, 3. Cesár Sampson, 4. Pamela Rendi-Wagner, 5. Udo Landbauer, 6. Eva Glawischnig, 7. Karin Kneissl, 8. Philipp Hochmair, 9. Hilde Dalik, 10. Sigi Maurer[7][8]

## Wahltermine

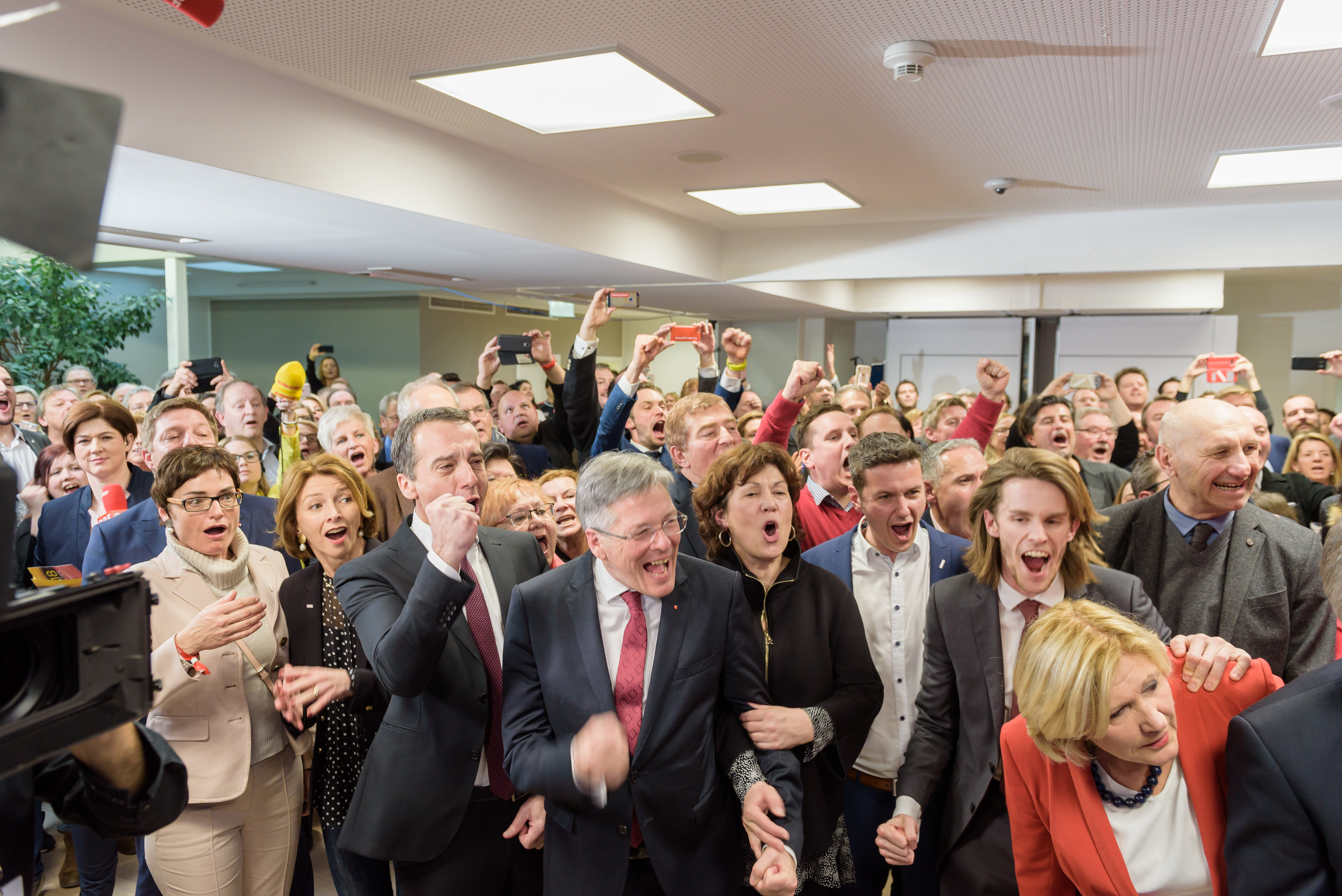
Gaby Schaunig, Christian Kern und Peter Kaiser am Wahlabend der Landtagswahl in Kärnten 2018

- 28. Jänner: Landtagswahl in Niederösterreich 2018[9]
- 25. Februar: Landtagswahl in Tirol 2018
- 04. März: Landtagswahl in Kärnten 2018
- 11. März: Landwirtschaftskammerwahl im Burgenland[10][11] und in Wien[12]
- 22. April: Gemeinderats- und Bürgermeisterwahl in Innsbruck 2018 (letzte Wahl: Gemeinderatswahl in Innsbruck 2012)
- 22. April: Landtagswahl in Salzburg 2018[13]
- 06. Mai: Bürgermeisterstichwahl in Innsbruck

## Politik

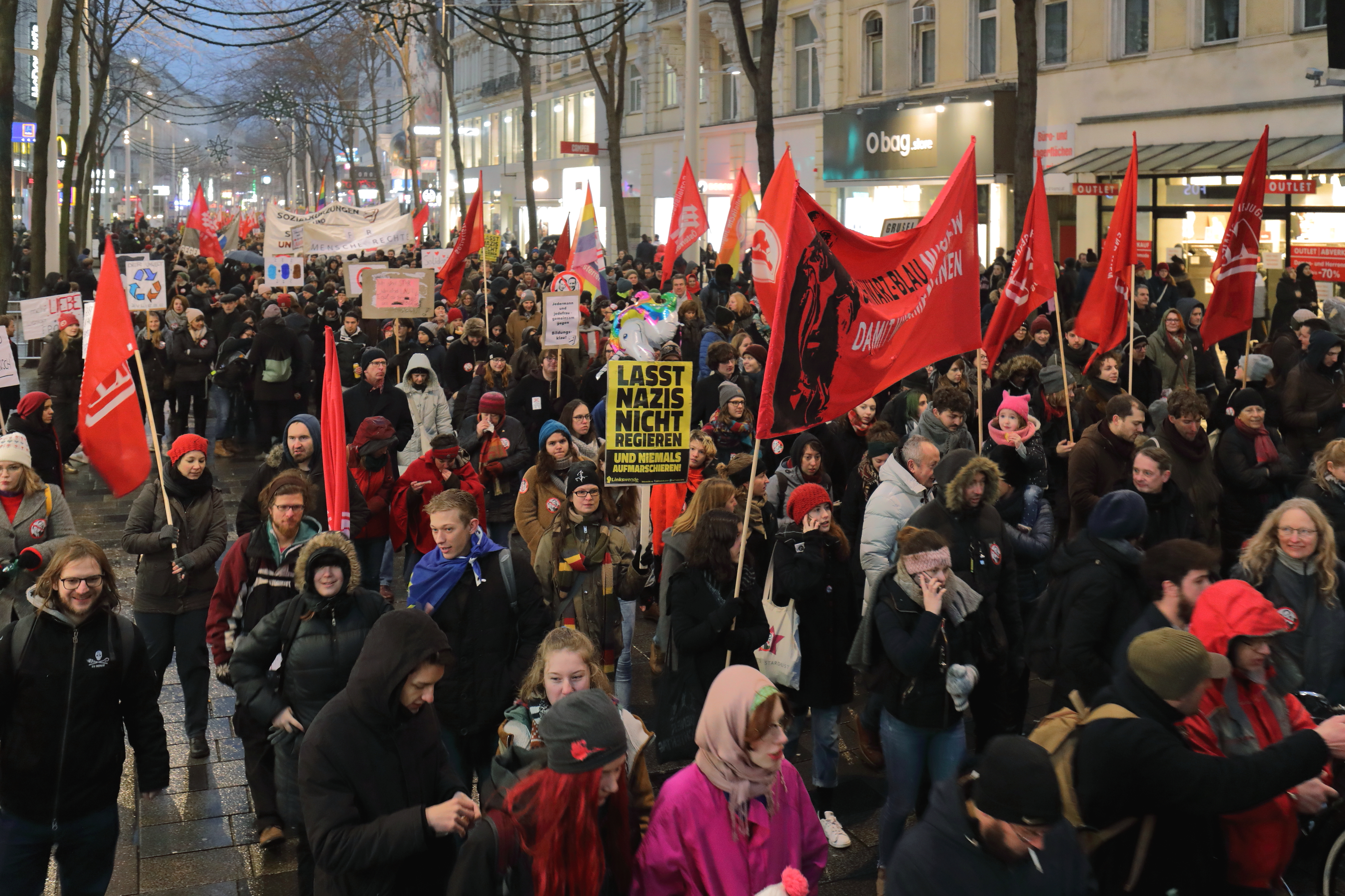
Demonstration gegen die Regierung am 13. Jänner 2018 in Wien

- 01. Jänner: Die Bundesregierung Kurz I beschließt per Umlaufbeschluss das Auslaufen der Maßnahme „Beschäftigungsbonus“ und die Aussetzung der Maßnahme „Beschäftigungsaktion 20.000“[14][15]
- 13. Jänner: Großdemonstration gegen die Regierung Kurz in Wien. Die Demonstration wurde von linken Organisationen veranstaltet und hatte lt. Polizei mehr als 20.000 Teilnehmer.[16]
- 27. Jänner: Im Rahmen eines außerordentlichen Landesparteitags der SPÖ Wien übergibt Michael Häupl seine Funktion als Wiener SPÖ-Landesparteiobmann, Ende Mai 2018 soll auch die Übergabe als Wiener Bürgermeister erfolgen.[17][18]
- 12. Februar: Die FPÖ beschließt auf einem Bundesparteitag die Einrichtung einer Historikerkommission
- 15. Februar: Das Volksbegehren „Don’t smoke“ sammelt neben zwei weiteren Volksbegehren Unterschriften
- 22. März: Konstituierende Sitzung des Niederösterreichischen Landtags der XIX. Gesetzgebungsperiode und Wahl und Angelobung der Landesregierung Mikl-Leitner II
- 28. März: Konstituierende Sitzung des Tiroler Landtages der XVII. Gesetzgebungsperiode und Wahl und Angelobung der Landesregierung Platter III
- 12. April: Konstituierende Sitzung des Kärntner Landtages der 32. Gesetzgebungsperiode und Wahl und Angelobung der Landesregierung Kaiser II
- 07. Mai: NEOS-Gründungsmitglied, Parteivorsitzender und Klubobmann Matthias Strolz kündigt seinen Rückzug aus der Politik an.[19]
- 24. Mai: Michael Häupl übergibt sein Amt als Wiener Bürgermeister an Michael Ludwig, Wahl von Landesregierung und Stadtsenat Ludwig I[20][21]
- 13. Juni: Konstituierende Sitzung des Salzburger Landtages der 16. Gesetzgebungsperiode und Wahl und Angelobung der Landesregierung Haslauer jun. II

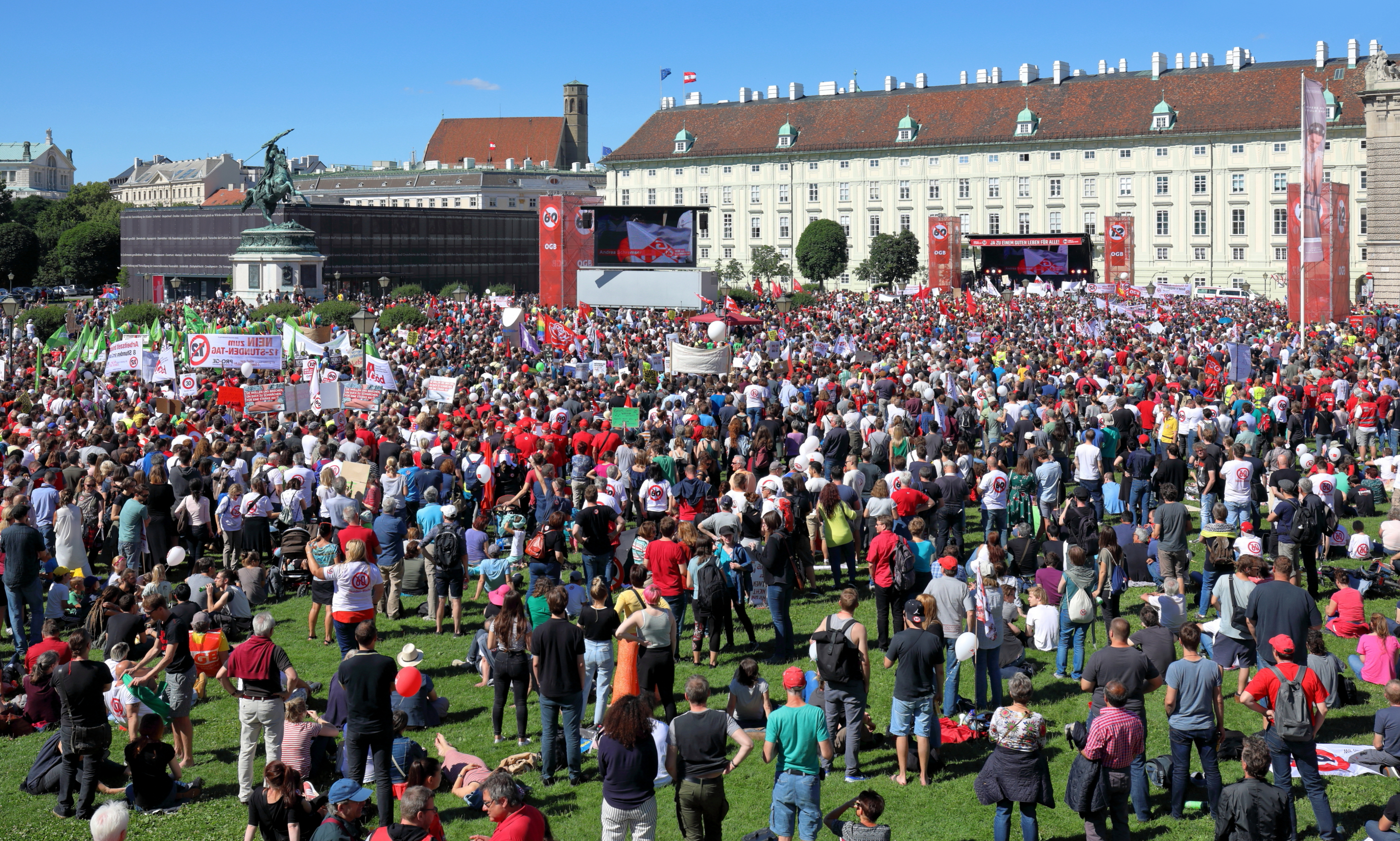
Abschlusskundgebung der Großdemonstration „Nein zum 12-Stunden-Tag“ am Heldenplatz

- 30. Juni: Zu der vom ÖGB veranstalteten Großdemonstration „Nein zum 12-Stunden-Tag“ mit Abschlusskundgebung am Heldenplatz kamen geschätzte 80.000 bis 100.000 Teilnehmer.[22]

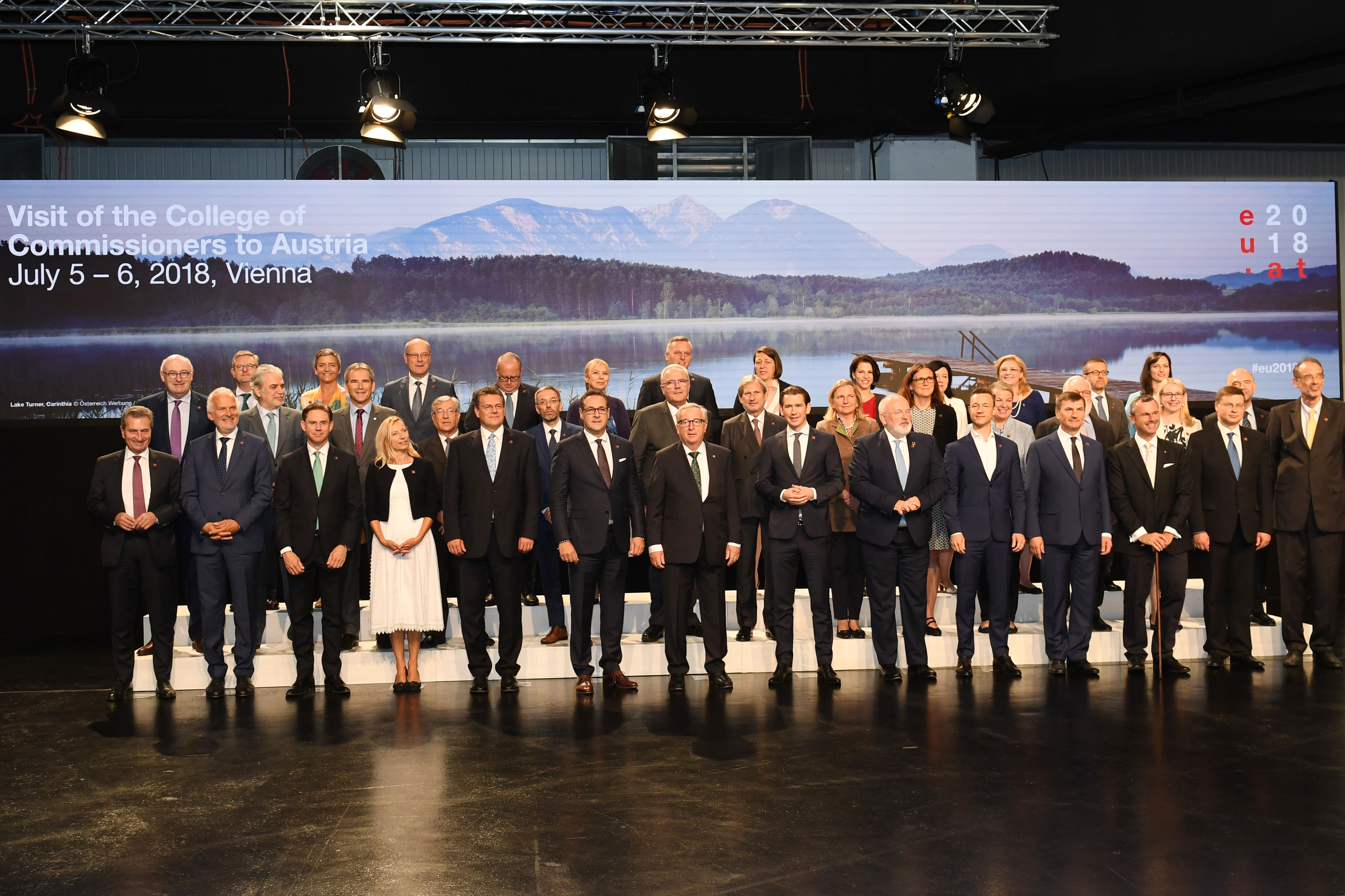
Treffen der Bundesregierung Kurz I mit der Europäischen Kommission am 6. Juli 2018 im Rahmen der Österreichischen EU-Ratspräsidentschaft 2018

- 01. Juli: Österreich übernimmt den Vorsitz im Rat der Europäischen Union / Österreichische EU-Ratspräsidentschaft 2018
- 08. September: Hans Peter Doskozil wird zum neuen Landesparteivorsitzenden der SPÖ Burgenland gewählt.[23]
- 01. bis 8. Oktober: Eintragungswoche für das Volksbegehren „Don’t smoke“, das Frauenvolksbegehren 2.0 sowie ein Volksbegehren gegen GIS-Gebühren.[24]
- 06. Oktober: Der ehemalige Bundeskanzler Christian Kern gibt seinen Rückzug aus der Politik bekannt.[25]
- 31. Oktober: Die Bundesregierung gibt bekannt, den UN-Migrationspakt nicht zu unterzeichnen.[26]

## Sport
- 29. Dezember 2017 bis 6. Jänner: Vierschanzentournee 2017/18
- 14. bis 21. Jänner: 78. Hahnenkammrennen
- 20. Jänner: Matthias Walkner gewinnt als erster Österreicher die Motorradwertung der Rallye Dakar[27]
- 23. Jänner: Marcel Hirscher feiert beim Nightrace in Schladming seinen 54. Weltcup-Sieg und zieht damit mit dem bisherigen Rekordhalter Hermann Maier gleich[28]
- 02. bis 4. Februar: Österreichische Badmintonmeisterschaft 2018
- 11. Februar: Bei der Hallenhockey-Weltmeisterschaft 2018 wird die Österreichische Hockeynationalmannschaft der Herren Weltmeister[29]
- 09. bis 25. Februar: Österreich bei den Olympischen Winterspielen 2018
- 20. Februar bis 3. März: 12. Eisstock-Weltmeisterschaften in Amstetten und Winklarn[30]
- 09. bis 18. März: Österreich bei den Winter-Paralympics 2018
- 12. bis 14. April: Sankt Johann im Pongau Open 2018
- 16. bis 20. April: Tour of the Alps 2018
- 21./22. April: Vienna City Marathon
- 20. bis 22. April: Austrian Darts Open 2018
- 06. Mai: Salzburg-Marathon
- 27. Mai: Österreichischer Frauenlauf und Ironman 70.3 Austria
- 31. Mai bis 3. Juni: ErzbergRodeo

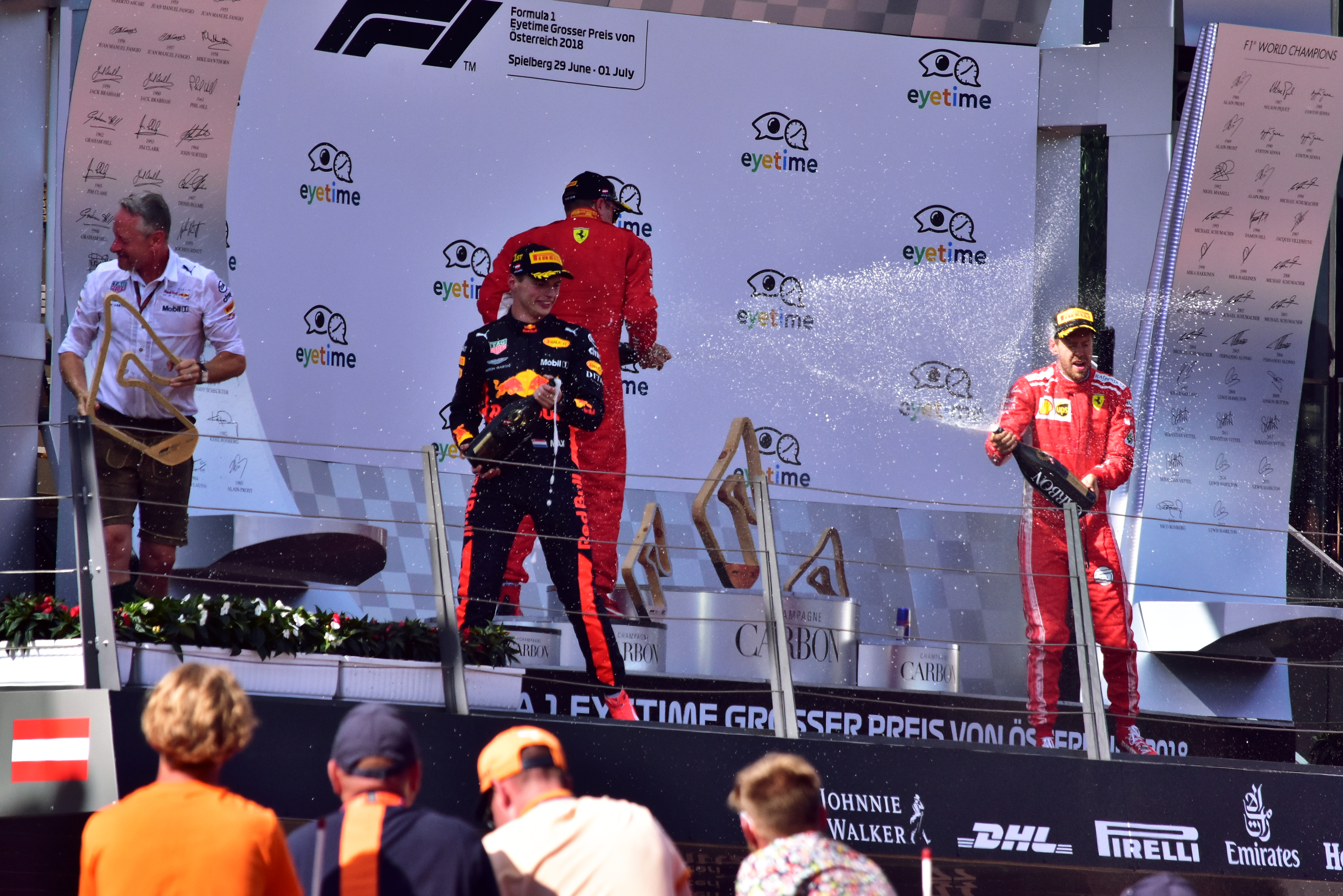
Das Podium beim Großen Preis von Österreich

- 29. Juni bis 1. Juli: In Spielberg wird der Große Preis von Österreich ausgetragen, mit Red Bull Racing gewinnt diesen erstmals ein österreichischer Konstrukteur.
- 1. Juli: Ironman Austria
- 7. bis 14. Juli: Österreich-Rundfahrt 2018
- 21. und 22. Juli: Österreichische Staatsmeisterschaften in der Leichtathletik 2018
- 24. bis 28. Juli: Faustball-Weltmeisterschaft der Frauen 2018 in Linz
- 28. Juli bis 4. August: Generali Open 2018 / Generali Open 2018/Qualifikation
- 12. August: Motorrad-Weltmeisterschaft 2018 – Großer Preis von Österreich am Red Bull Ring
- 26. August: Trans Vorarlberg Triathlon
- 29. August bis 1. September: Squash-Europameisterschaft 2018 in Graz
- 31. August bis 2. September: Austria-Triathlon

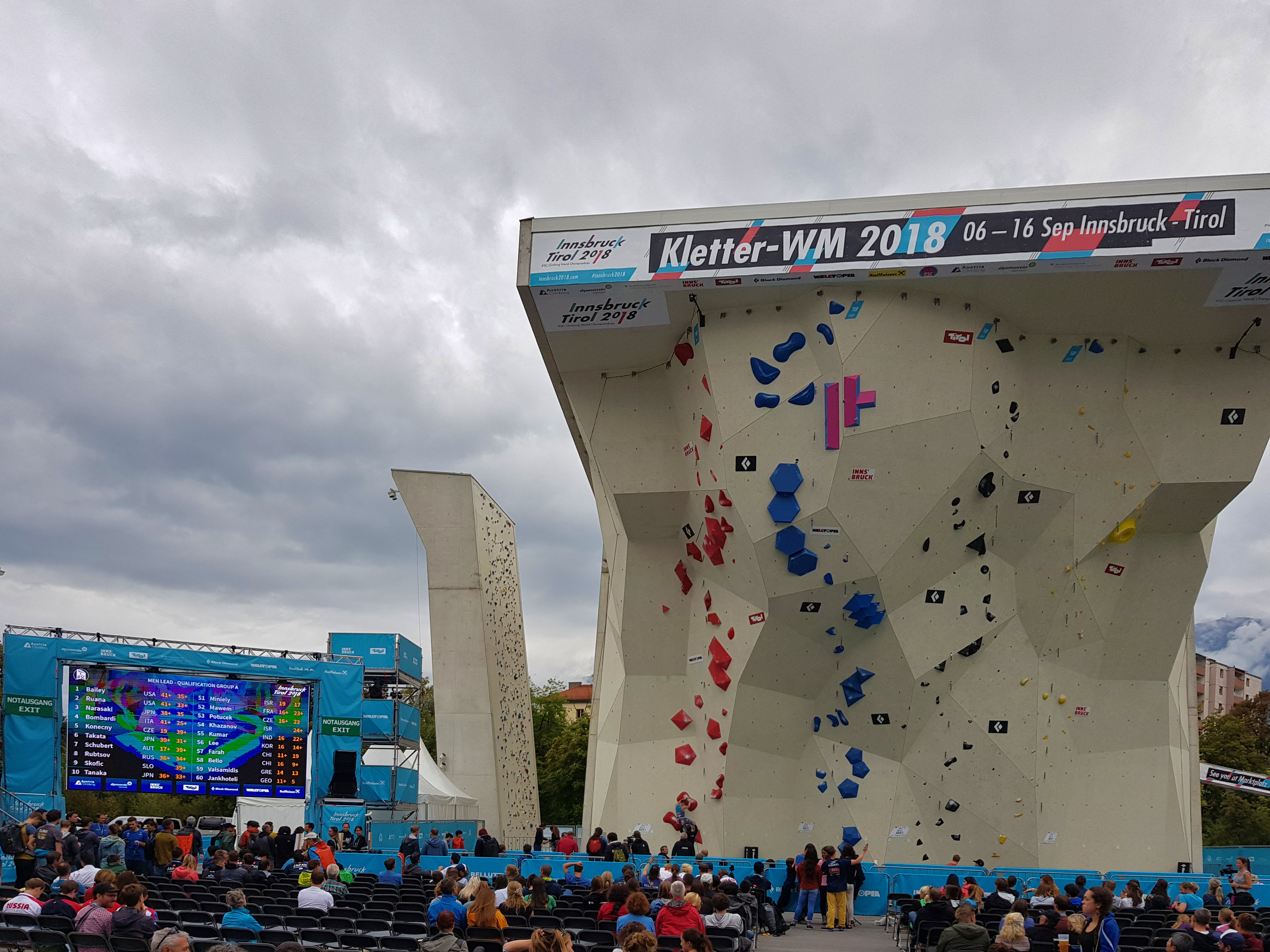
Kletterweltmeisterschaft 2018 in Innsbruck

- 6. bis 16. September: Bei der Kletterweltmeisterschaft 2018 in Innsbruck werden Jessica Pilz und Jakob Schubert Weltmeister
- 15./16. September: Red Bull Air Race 2018 am Flugplatz Wiener Neustadt/West[31][32]
- 22. bis 30. September: UCI-Straßen-Weltmeisterschaften 2018 in Innsbruck
- 7. bis 14. Oktober: Upper Austria Ladies Linz 2018/Qualifikation und Upper Austria Ladies Linz 2018
- 11. bis 13. Oktober: Klagenfurt Open 2018
- 22. bis 28. Oktober: Erste Bank Open 2018/Qualifikation und Erste Bank Open 2018
- 24. Oktober: Martina Kuenz gewinnt bei den Ringer-Weltmeisterschaften 2018 in Budapest die Bronzemedaille und damit die erste WM-Medaille im Ringen für Österreich seit Nikola Hartmann im Jahr 2000.[33]
- 31. Oktober: Verleihung der Auszeichnung Sportler des Jahres 2018
- 6. bis 11. November: Austrian Open 2018 (Tischtennis) in Linz
- 15. Dezember: Caroline Pilhatsch holt bei den Kurzbahnweltmeisterschaften 2018 die Silbermedaille und damit die erste österreichische Schwimm-WM-Medaille seit Markus Rogan im Jahr 2010.[34]
- 29. Dezember bis 6. Jänner 2019: Vierschanzentournee 2018/19

### Meisterschaften, Cups und Ligen
- Österreichische Fußballmeisterschaft 2017/18 und 2018/19
- Österreichische Fußball-Frauenmeisterschaft 2017/18 und 2018/19
- Österreichischer Fußball-Cup 2017/18 und 2018/19
- Österreichischer Frauen-Fußballcup 2017/18 und 2018/19
- Österreichische Handballmeisterschaft 2017/18 und 2018/19
- ÖHB-Cup 2017/18 und 2018/19
- ÖHB-Pokal der Frauen 2017/18 und 2018/19
- Österreichische Eishockey-Liga 2017/18 und 2018/19
- Baseball-Bundesliga Saison 2018
- Schachbundesliga 2017/18 (Österreich) und 2018/19
- Schachbundesliga 2017/18 (Österreich, Frauen) und 2018/19
- Austrian Football League 2018
- Poolbillard-Bundesliga 2017/18 und 2018/19
- Österreichische Meisterschaften im Skilanglauf 2018
- Österreichische Hockey-Bundesliga (Feld, Herren) 2017/18 und 2018/19
- Österreichische Alpine Skimeisterschaften 2018
- Österreichische Handballmeisterschaft (Frauen) 2017/18 und 2018/19
- Alps Hockey League 2018/19
- Dameneishockey-Bundesliga 2017/18 und 2018/19
- Admiral Basketball Bundesliga 2017/18
- Floorball-Bundesliga Österreich 2017/18 und 2018/19
- Österreichische Volleyball-Meisterschaft 2017/18 (Männer) und 2018/19
- Österreichische Volleyball-Meisterschaft 2017/18 (Frauen) und 2018/19
- Österreichischer Volleyball-Cup 2017/18 (Männer) und 2018/19
- Österreichischer Volleyball-Cup 2017/18 (Frauen) und 2018/19
- Österreichische Badminton-Bundesliga 2017/18 und 2018/19

## Musik, Theater, Bühne, Kunst

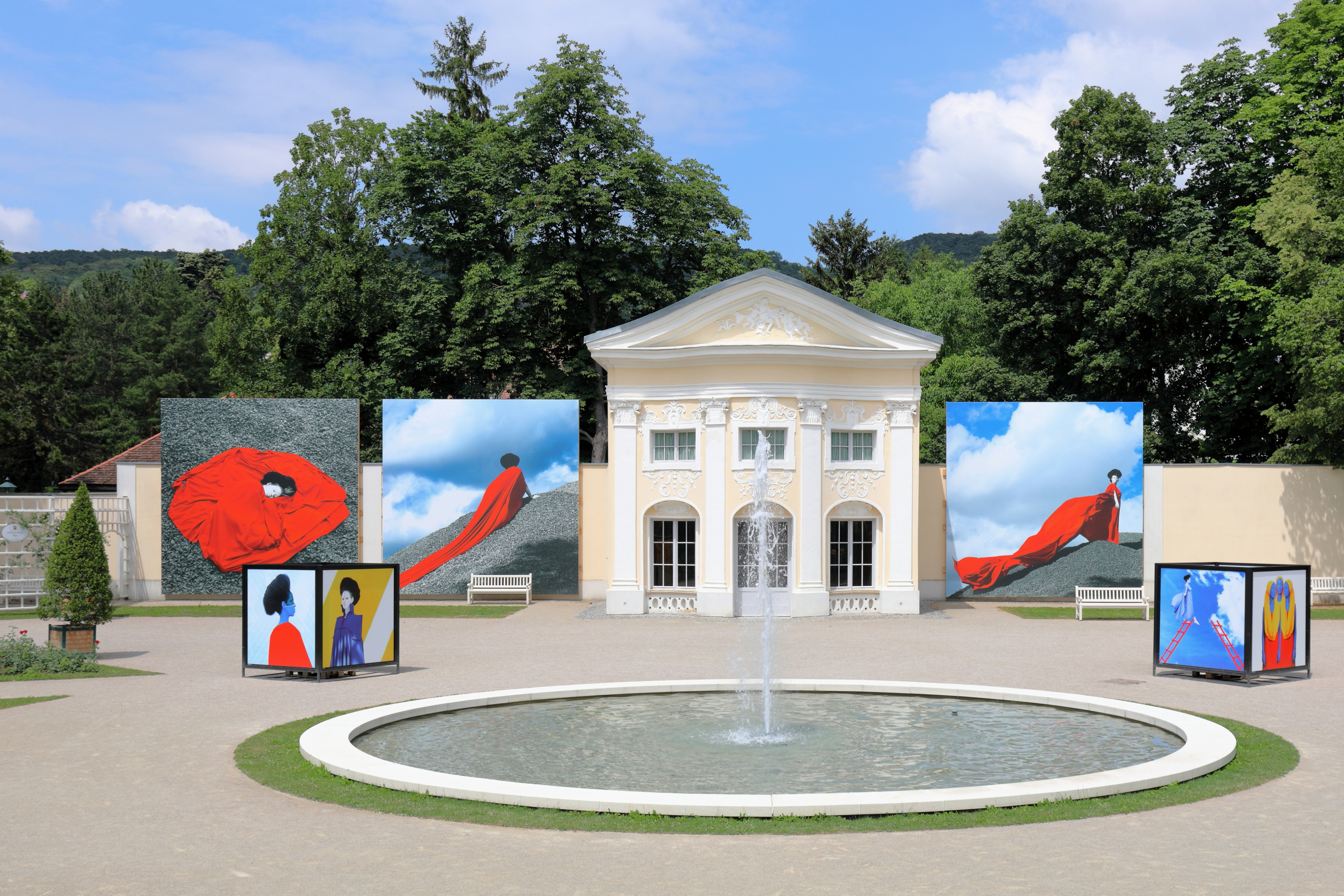
„Festival La Gacilly-Baden Photo“ in Baden

- 01. Jänner: Neujahrskonzert der Wiener Philharmoniker 2018
- 12. Februar: Protestsongcontest
- 26. April: Amadeus-Verleihung 2018
- 11. Mai bis 17. Juni: Wiener Festwochen
- 31. Mai: Sommernachtskonzert der Wiener Philharmoniker
- 8. Juni bis 30. September: „Festival La Gacilly-Baden Photo“ unter dem Motto „I Love Africa“ im öffentlichen Raum in Baden bei Wien
- 23. Juni: Österreichisches Blasmusikfest in Wien
- 14. bis 17. Juni: Nova-Rock-Festival
- 19. Juni: Verleihung des Österreichischen Musiktheaterpreises 2018 / Österreichischer Musiktheaterpreis
- 22. bis 24. Juni: Donauinselfest
- 28. Juni bis 1. Juli: Woodstock der Blasmusik
- 5. bis 29. Juli: Tiroler Festspiele Erl
- 12. Juli bis 24. August: Seefestspiele Mörbisch
- 17. Juli bis 27. August: Innsbrucker Festwochen der Alten Musik
- 20. Juli bis 30. August: Salzburger Festspiele
  - Opernbesetzungen der Salzburger Festspiele ab 2017
  - Schauspielbesetzungen der Salzburger Festspiele ab 2017
  - Mozart-Matineen der Salzburger Festspiele ab 2017
- 18. Juli bis 20. August 2018: Bregenzer Festspiele
- 26. bis 29. Juli: Popfest in Wien
- 16. bis 19. August: FM4-Frequency-Festival
- 17. August bis 9. September: Grafenegg Festival
- 14. bis 16. September: Volkskulturfest Aufsteirern
- 27. bis 29. September: Waves Vienna 2018
- 25. Oktober: Konzert zum Nationalfeiertag
- 17. November: Verleihung des Nestroy-Theaterpreises 2018 / Nestroy-Theaterpreis
- Liste der Nummer-eins-Hits in Österreich (2018)

## Film, Fernsehen und Radio

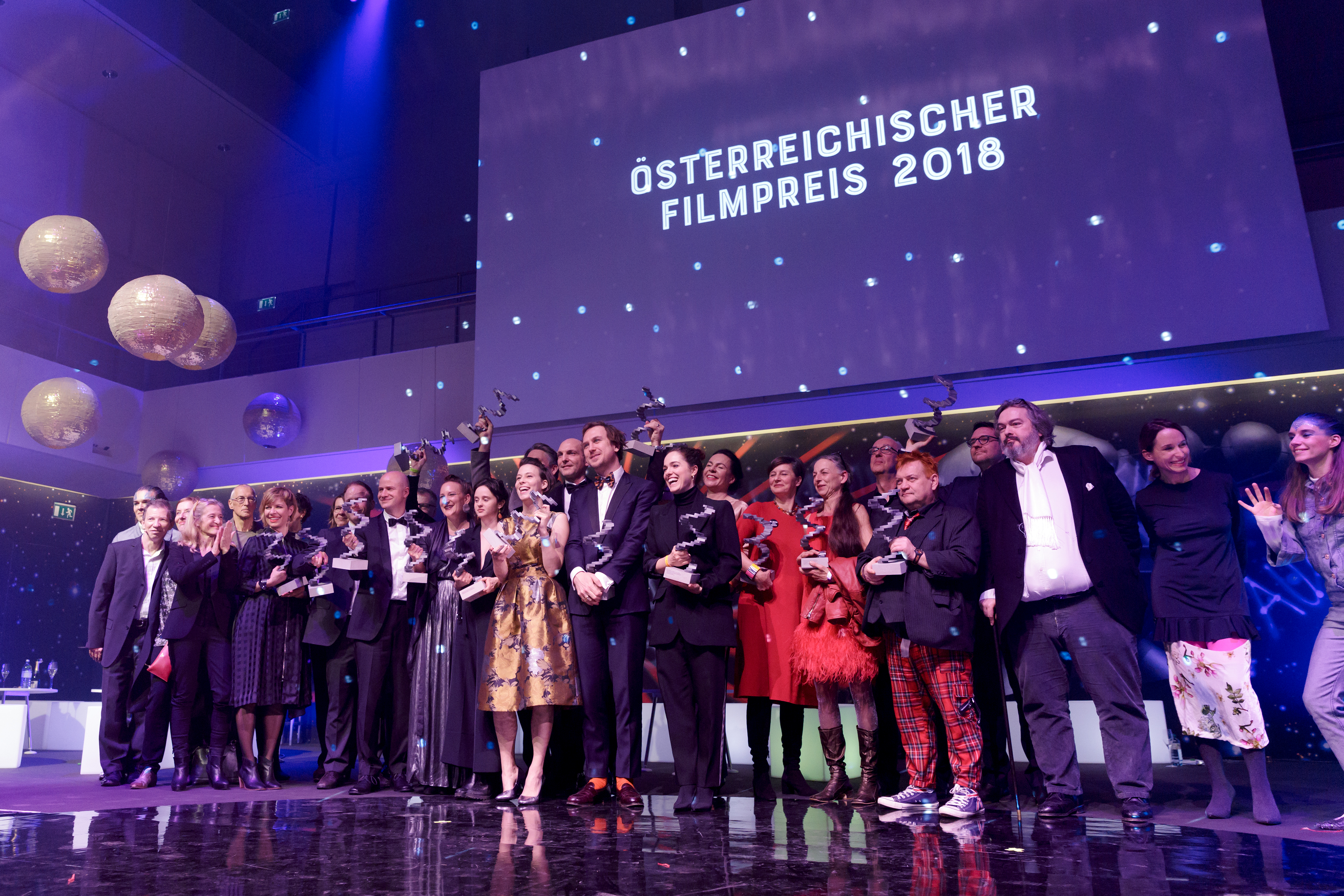
Preisträger des Österreichischen Filmpreises 2018

- 28. Jänner: Beim Filmfestival Max Ophüls Preis wird Cops von Stefan A. Lukacs mit dem Publikumspreis Spielfilm und dem Preis für den gesellschaftlich relevanten Film ausgezeichnet, Anna Suk wird als Bester Schauspielnachwuchs (Nebenrolle) geehrt.[35][36]
- 31. Jänner: Verleihung des Österreichischen Filmpreises 2018 in Grafenegg
- 24. Februar: Waldheims Walzer von Ruth Beckermann, Styx von  Wolfgang Fischer und L’Animale von Katharina Mückstein werden auf der Berlinale 2018 ausgezeichnet.
- 07. bis 11. März: Tricky Women International Animation Filmfestival
- 13. bis 18. März: Filmfestival Diagonale in Graz
- 07. April: Romyverleihung 2018
- 13. bis 22. April: LET’S CEE Film Festival in Wien
- 25. bis 30. April: Filmfestival Crossing Europe in Linz
- 29. Mai bis 4. Juni: Vienna Shorts
- 30. Juni bis 2. September: Film Festival auf dem Wiener Rathausplatz

### Kinostarts österreichischer Produktionen
| Datum         | Filmtitel                               | Besucher (in Tausend) |
| ------------- | --------------------------------------- | --------------------- |
| 12. Jänner    | Life Guidance                           |                       |
| 19. Jänner    | Hilfe, ich hab meine Eltern geschrumpft | 122                   |
| 26. Jänner    | Die Einsiedler                          |                       |
| 02. Februar   | Die Wunderübung                         | 60                    |
| 16. Februar   | Arthur & Claire                         | 90 (85)               |
| 02. März      | Erik & Erika                            | 26 (20)               |
| 02. März      | Ugly                                    |                       |
| 16. März      | L’Animale                               |                       |
| 16. März      | Gwendolyn                               |                       |
| 16. März      | Murer – Anatomie eines Prozesses        | 18 (16)               |
| 23. März      | Die letzte Party deines Lebens          | 41                    |
| 13. April     | 3 Tage in Quiberon                      | 14 (12)               |
| 20. April     | Zauberer                                |                       |
| 25. Mai       | Die Legende vom hässlichen König        |                       |
| 08. Juni      | Das Testament                           |                       |
| 15. Juni      | Auf der Suche nach Oum Kulthum          |                       |
| 22. Juni      | Dolmetscher                             |                       |
| 07. September | Die bauliche Maßnahme                   |                       |
| 21. September | Cops                                    | 10                    |
| 04. Oktober   | Glossary of Broken Dreams               |                       |
| 05. Oktober   | Waldheims Walzer                        | 26                    |
| 05. Oktober   | Zerschlag mein Herz                     |                       |
| 12. Oktober   | Das kleine Vergnügen                    |                       |
| 12. Oktober   | Der Trafikant                           | 56                    |
| 12. Oktober   | The Dark                                |                       |
| 19. Oktober   | Ciao Chérie                             |                       |
| 09. November  | Angelo                                  | 10                    |
| 23. November  | Styx                                    |                       |
| 30. November  | Womit haben wir das verdient?           | 60 (50)               |
| 14. Dezember  | Manaslu – Berg der Seelen               |                       |

## Gedenktage
- Jänner: Vor 100 Jahren fand der Jännerstreik statt
- 24. Jänner: Vor 100 Jahren wurde der Komponist Gottfried von Einem geboren
- 28. Jänner: 150. Todestag des Schriftstellers Adalbert Stifter
- 06. Februar: 100. Todestag des Malers Gustav Klimt
- 25. Februar: Vor 40 Jahren geht mit dem Teilabschnitt Reumannplatz–Karlsplatz der Linie U1 die U-Bahn Wien in Betrieb.[40]
- 12. März: Anschluss Österreichs vor 80 Jahren[41]
- 13. März: Vor 170 Jahren begann die Revolution von 1848/1849 im Kaisertum Österreich[41]
- 05. Mai: Gedenktag gegen Gewalt und Rassismus im Gedenken an die Opfer des Nationalsozialismus
- 02. Juni: Vor 200 Jahren wurde der Innsbrucker Musikverein gegründet, aus dem das Tiroler Landeskonservatorium hervorging.[42]
- 26. Juni: 100. Todestag des Schriftstellers Peter Rosegger
- 01. Juli: Vor 200 Jahren wurde Ignaz Semmelweis geboren
- 17. Juli: Vor 20 Jahren ereignet sich das Grubenunglück von Lassing
- 31. Juli: Vor 175 Jahren wurde der Schriftsteller Peter Rosegger geboren
- 8. August: Vor 315 Jahren erscheint die erste Ausgabe der Wiener Zeitung
- 21. August: Vor 50 Jahren wird der Prager Frühling durch einmarschierende Truppen des Warschauer Paktes gewaltsam niedergeschlagen[41]
- 03. September: Vor 60 Jahren ratifiziert Österreich die Europäische Menschenrechtskonvention[41]
- 17. September: Vor fünf Jahren kam es zum Mehrfachmord in Annaberg
- 18. September: Vor 100 Jahren kam es in der Munitionsfabrik in Wöllersdorf zu einem Brand, bei dem 423 Menschen ums Leben leben kamen.[43]
- 06. Oktober: Vor 170 Jahren begann der Wiener Oktoberaufstand 1848[41]
- 27. Oktober: 50. Todestag der Kernphysikerin Lise Meitner
- 31. Oktober: Vor 100 Jahren endet die österreichisch-ungarischen Monarchie durch den Austritt Ungarns; 100. Todestag des Malers Egon Schiele
- 09./10. November: Novemberpogrome 1938 vor 80 Jahren[41]
- 11. November: 100. Todestag des Politikers Victor Adler
- 12. November: Staatsakt in der Wiener Staatsoper anlässlich der Ausrufung der Republik Deutschösterreich vor 100 Jahren[41]
- 10. Dezember: Vor 70 Jahren beschließt die Generalversammlung der Vereinten Nationen die Allgemeine Erklärung der Menschenrechte[41]
- 21. Dezember: Vor 100 Jahren wurde der spätere Bundespräsident Kurt Waldheim geboren
- 24. Dezember: Vor 200 Jahren wurde Stille Nacht, heilige Nacht erstmals aufgeführt
- 30. Dezember: Vor 130 Jahren wird auf dem Hainfelder Parteitag die Sozialdemokratische Arbeiterpartei Österreichs (SDAP) gegründet.[44]
- Vor 650 Jahren wurde die Österreichische Nationalbibliothek gegründet

## Auswahl bekannter Verstorbener

### Jänner
- 01. Jänner: Walter Pilar, Schriftsteller
- 10. Jänner: Walter Knofel, Regisseur
- 12. Jänner: Peter H. Fürst, Fotograf
- 13. Jänner: Walter Schuster, Skirennläufer
- 15. Jänner: Harald Wittig, Politiker (ÖVP), Landtagsabgeordneter
- 18. Jänner: Alexander Götz, Politiker, Bundesparteiobmann der FPÖ
- 19. Jänner:  Ute Bock, Flüchtlingshelferin
- 23. Jänner: Gertraude Portisch, Schriftstellerin
- 24. Jänner: Willibald Riedler, Weltraumforscher
- 27. Jänner: Bernhard Naber, Abt des Stiftes Altenburg
- 30. Jänner: Robert Rebhahn, Rechtswissenschaftler

### Februar
- 02. Februar: Reinhold Purr,  Politiker, Präsident des Landtags der Steiermark
- 04. Februar: Hugo Westreicher, Politiker, Abgeordneter zum Nationalrat
- 06. Februar: Heinz Petters, Schauspieler
- 07. Februar: Manfred Payrhuber, Sportjournalist
- 12. Februar: Heinz Rudolf Unger, Schriftsteller (Proletenpassion, Zwölfeläuten)
- 19. Februar: Peter Pikl, Schauspieler, Regisseur und Intendant der Komödienspiele Porcia
- 24. Februar: Erich Padalewski, Schauspieler
- 25. Februar: Joachim Rathke, Altsuperintendent
- 26. Februar: Elfriede Irrall, Schauspielerin
- 27. Februar: Achill Rumpold, Politiker, Landesrat in Kärnten

### März
- 03. März: Franz Pacher, Bauingenieur
- 04. März: Trude Ackermann, Burgschauspielerin
- 06. März: Margarethe Stolz-Hoke, Malerin
- 12. März: Gertrude Stiehl, Politikerin
- 12. März: Waldemar Jud, Jurist und Hochschullehrer
- 14. März: Franz Wolny, Fußballspieler
- 21. März: Martha Wallner, Burgschauspielerin, 1956 bis 1959 Buhlschaft im Salzburger Jedermann
- 27. März: Gernot Piccottini, Archäologe und Epigraphiker
- 27. März:  Ernst Eisenmayer, Maler und Bildhauer

### April
- 01. April: Anna Medwenitsch, Altersrekordlerin
- 04. April: Alfred Payrleitner, Journalist und Autor
- 07. April: Helma Schimke, Bergsteigerin
- 07. April: Gerd Honsik, Autor und Holocaustleugner
- 08. April: Josef Schmid, Soziologe
- 13. April: Heinrich Ferenczy, Benediktinerabt
- 16. April: Günter Högner, Musiker
- 21. April: Guggi Löwinger, Sängerin, Schauspielerin und Tänzerin

### Mai
- 01. Mai: Harald Renner, Rapper und Schlagzeuger
- 02. Mai: Karl Ignaz Hennetmair, Handelsreisender, Ferkelgroßhändler und Immobilienmakler
- 07. Mai: Andreas Findig, Schriftsteller
- 13. Mai: Manfred Swarovski, Unternehmer
- 24. Mai: Heinrich Kraus, Theaterwissenschaftler und Theaterleiter
- 24. Mai: Horst Hirnschrodt, Fußballspieler
- 27. Mai: Herbert Pichler, Mediziner
- 27. Mai: Dietmar Kainrath, Grafiker und Karikaturist
- 31. Mai: Fritz Hofmann, Politiker (SPÖ), Wiener Planungs-Stadtrat und Landtagspräsident

### Juni
- 2. Juni: Irenäus Eibl-Eibesfeldt, Verhaltensforscher
- 2. Juni: Werner Wigelbeyer, Politiker (ÖVP), Landtagsabgeordneter, Vizebürgermeister von Wels
- 6. Juni: Franz M. Wuketits, Biologe und Wissenschaftstheoretiker
- 7. Juni: Stefan Weber, Musiker, Gründer von Drahdiwaberl
- 8. Juni: Sissy Mayerhoffer, Kaufmännische Direktorin und Leiterin der Abteilung Humanitarian Broadcasting des ORF (Licht ins Dunkel)[45]
- 12. Juni: Walter Langer, Schauspieler
- 12. Juni: Nikolaus Wiplinger, Pianist und Professor am Brucknerkonservatorium
- 14. Juni: Theodor Österreicher, Jurist
- 16. Juni: Herbert Grubinger, Kulturtechniker und Wasserbauingenieur
- 17. Juni: Thomas Chorherr, Journalist, Chefredakteur der Tageszeitung Die Presse
- 23. Juni: Stefan Matousch, Schauspieler
- 28. Juni: Christine Nöstlinger, Schriftstellerin

### Juli
- 2. Juli: Gottfried Wegleitner, Franziskanerpater
- 3. Juli: Hans Hautmann, Historiker
- 5. Juli: Heinrich Gattermeyer, Komponist
- 10. Juli: Edvin Hodžić, Fußballspieler
- 12. Juli: Peter Heintel, Psychologe, Rektor der Hochschule für Bildungswissenschaften in Klagenfurt (1974 bis 1977)
- 14. Juli: Hans Kronberger, Journalist und Politiker, MdEP
- 18. Juli: Johann Loos, Politiker (ÖVP), Landtagsabgeordneter, Abgeordneter zum Nationalrat
- 20. Juli: Heinz Schilcher, Fußballspieler und -manager
- 20. Juli: Christoph Westerthaler, Fußballspieler und -trainer
- 20. Juli: Alfred Kleinheinz, Schauspieler
- 24. Juli: Sepp Oberkirchner, Politiker (SPÖ), Landesrat in der Salzburger Landesregierung von 1976 bis 1989
- 27. Juli: Herbert Moritz, Journalist und Politiker (SPÖ), Unterrichtsminister
- 27. Juli: Herbert Friedl, Künstler
- 27. Juli: Herbert Keßler, Vorarlberger Landeshauptmann von 1964 bis 1987
- 30. Juli: Gerhard Jagschitz, Historiker

### August
- 1. August: Heinrich Kienberger, Jurist, Verfassungsrichter und Verwaltungsjurist
- 5. August: Alfred Hertel, Oboist
- 6. August: Ferdinand Gstöttner, Politiker (SPÖ), Landtagsabgeordneter, Bundesrat
- 7. August: Anton Lehmden, Maler und Grafiker
- 7. August: Hubert Wallner, Moderator
- 11. August: Götz Fritsch, Theater- und Hörspielregisseur
- 16. August: Ferdinand Rostásy, Bauingenieur
- 27. August: Hermann Lehr, Schauspieler und Balletttänzer
- 29. August: Erich Lessing, Fotograf

### September
- 9. September: Robert Opratko, Komponist
- 12. September: Erich Kleinschuster, Posaunist und Hochschullehrer
- 15. September: Fritz Wintersteller, Bergsteiger
- 20. September: Reinhard Tritscher, Skirennfahrer
- 21. September: Adolf Knoll, Fußballspieler
- 23. September: Helmut Köglberger, Fußballspieler
- 23. September: Zipflo Weinrich, Jazzmusiker
- 25. September: Maria Jonas, Feministin
- 27. September: Helga Michie, Künstlerin und Schriftstellerin
- 28. September: Josefa Tomsik, Politikerin, Wiener Landtagsabgeordnete

### Oktober
- 1. Oktober: Peter E. Pieler, Rechtswissenschafter
- 4. Oktober: Herbert Tumpel, Arbeiterkammer-Präsident
- 4. Oktober: Hermann J. Painitz, Künstler
- 6. Oktober: Antonia Meinke, Badmintonspielerin
- 8. Oktober: Klaus Hutterer, Politiker, Abgeordneter zum Nationalrat
- 14. Oktober: Harald Schmied, Begründer der Fußballweltmeisterschaft der Obdachlosen
- 14. Oktober: Karl Wegrath, Tischtennisspieler
- 16. Oktober: Franz Stauber, Pädagoge
- 17. Oktober: Sebastian Fischer, Burgschauspieler
- 24. Oktober: Rudolf Gelbard, Überlebender des Holocaust und Zeitzeuge

### November
- 2. November: Severin Schneider, Ordensgeistlicher
- 18. November: Erich Mittenecker, Psychologe
- 20. November: Gerhard Jäger, Journalist und Schriftsteller
- 23. November: Volker Mahnert, Entomologe
- 28. November: Uli Scherer, Pianist
- 29. November: Otto Stark, Kabarettist

### Dezember
- 1. Dezember: Wolfgang Mayrhuber, Manager, Vorstandsvorsitzender der Deutschen Lufthansa AG
- 2. Dezember: Josef Krawina, Architekt
- 2. Dezember: Hilli Reschl, Tänzerin, Soubrette und Schauspielerin (Seniorenclub)
- 6. Dezember: Doris Mayer, Schauspielerin und Schriftstellerin
- 6. Dezember: Hellmuth Sitte, Biologe, Rektor der Universität des Saarlandes
- 6. Dezember: Ralf Egger, Maler
- 9. Dezember: Werner Linkesch, Mediziner
- 16. Dezember: Eduard Rieger, Politiker (FPÖ), Landtagsabgeordneter in Tirol
- 22. Dezember: Thomas Kenner, Arzt
- 24. Dezember: Hermann Walenta, Bildhauer, Graphiker und Maler
- 26. Dezember: Michael Coudenhove-Kalergi, Maler
- 29. Dezember: Eva Twaroch, Journalistin
- 30. Dezember: Thomas Pühringer, Maler und Bildhauer

### Galerie der Verstorbenen

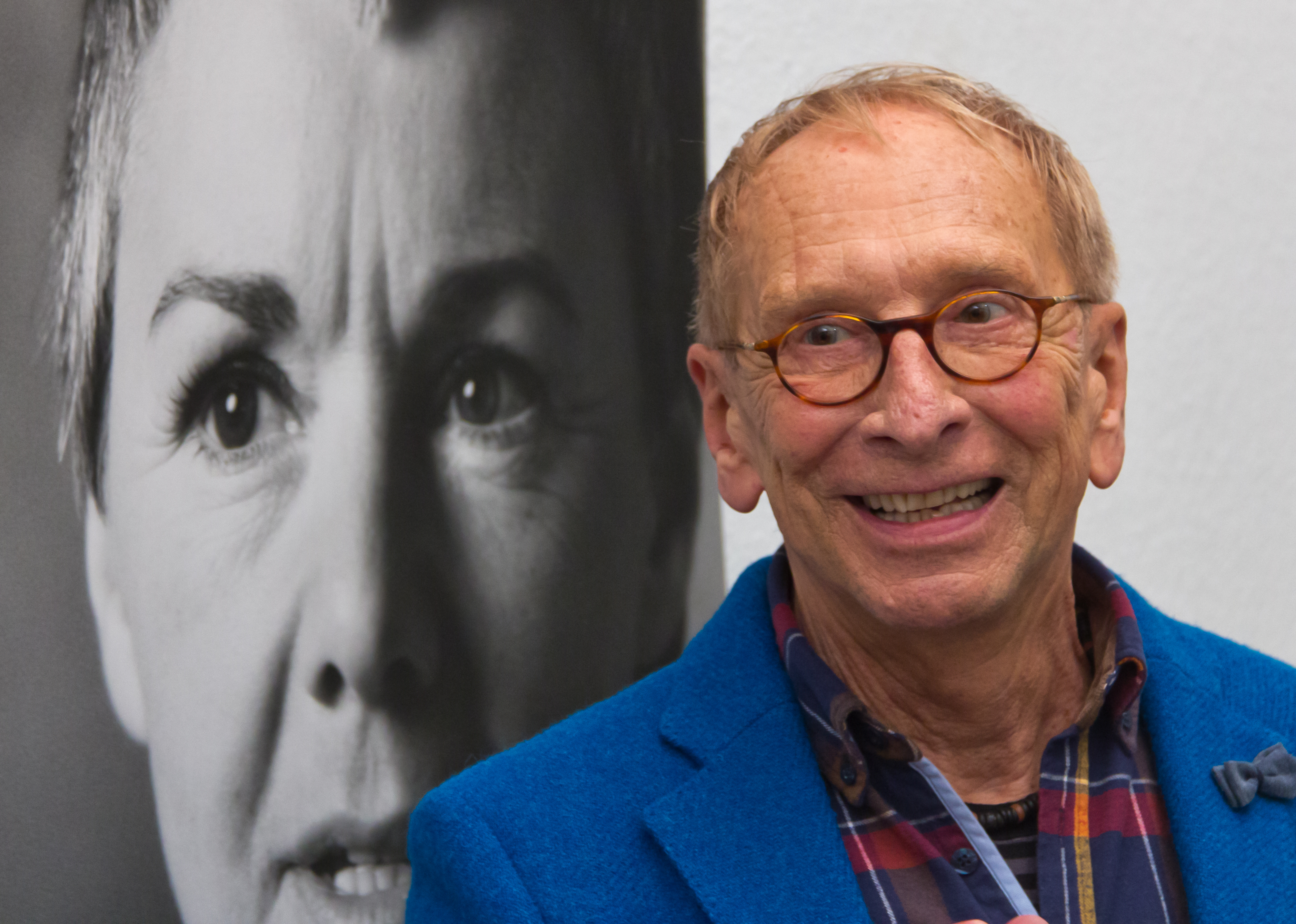
12. Jänner: Peter H. Fürst
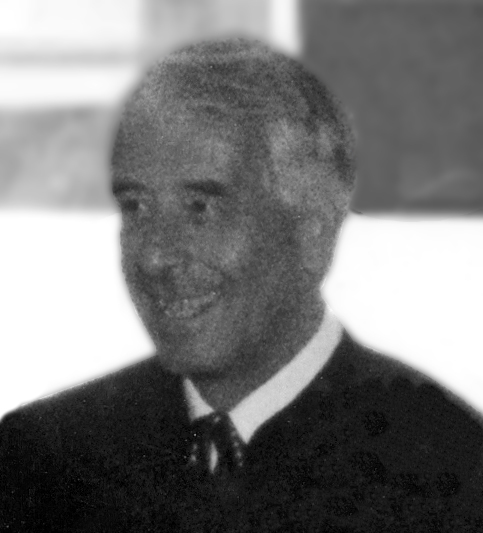
18. Jänner: Alexander Götz
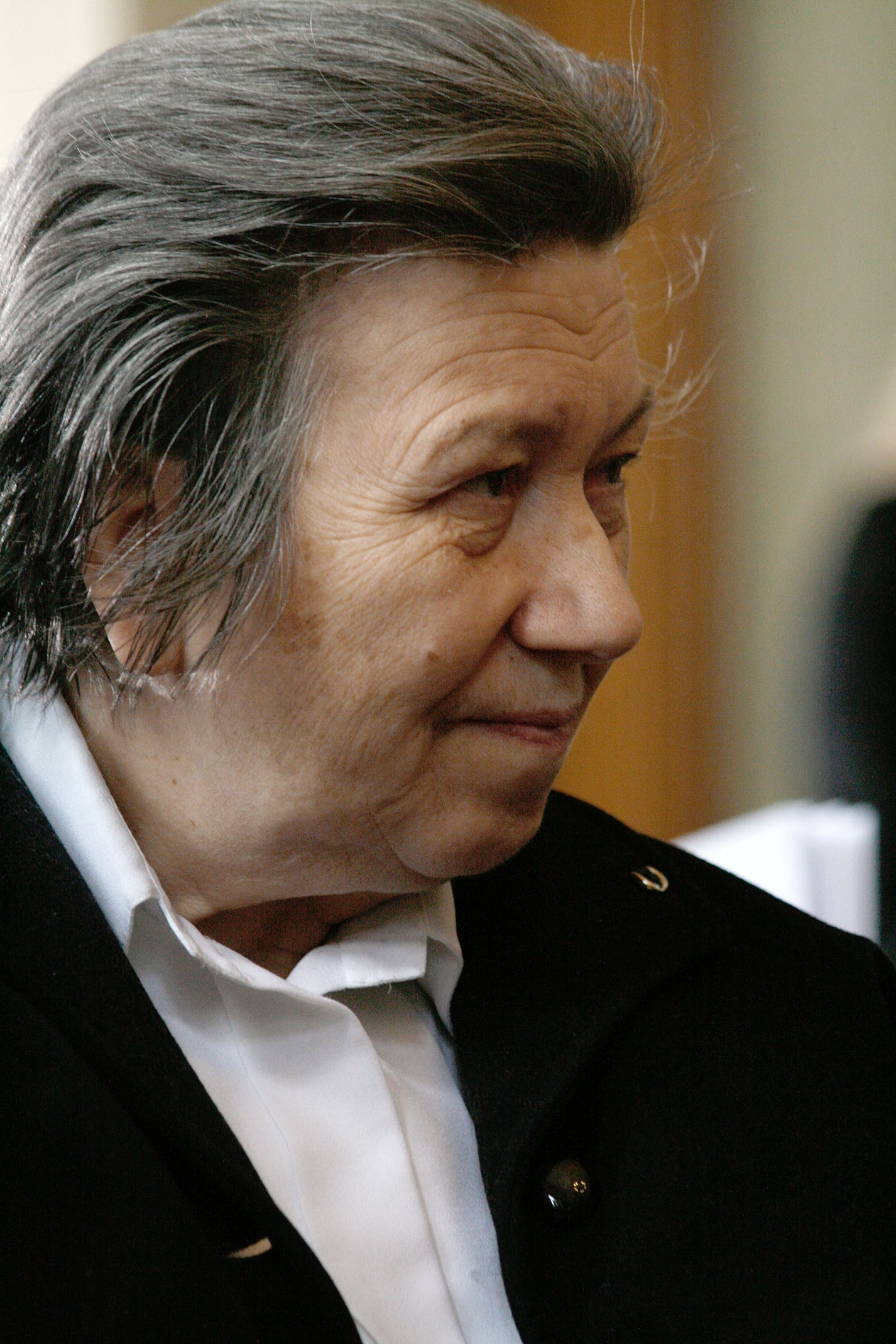
19. Jänner: Ute Bock
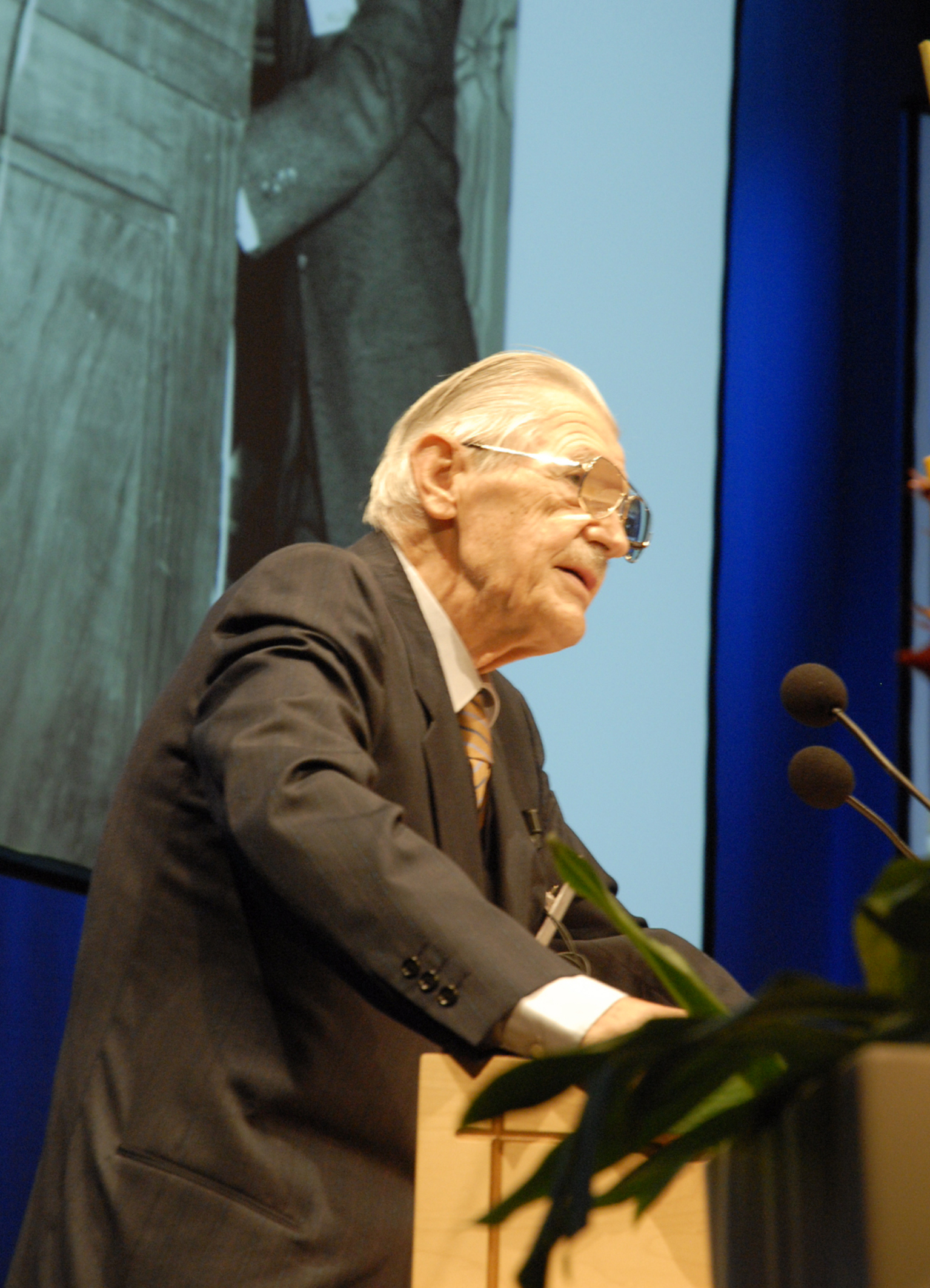
3. März: Franz Pacher
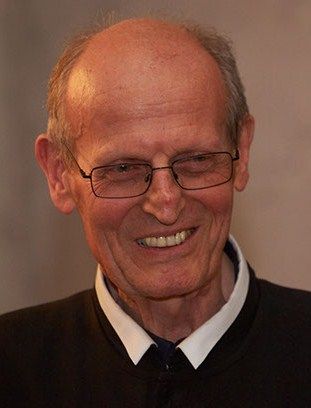
13. April: Heinrich Ferenczy
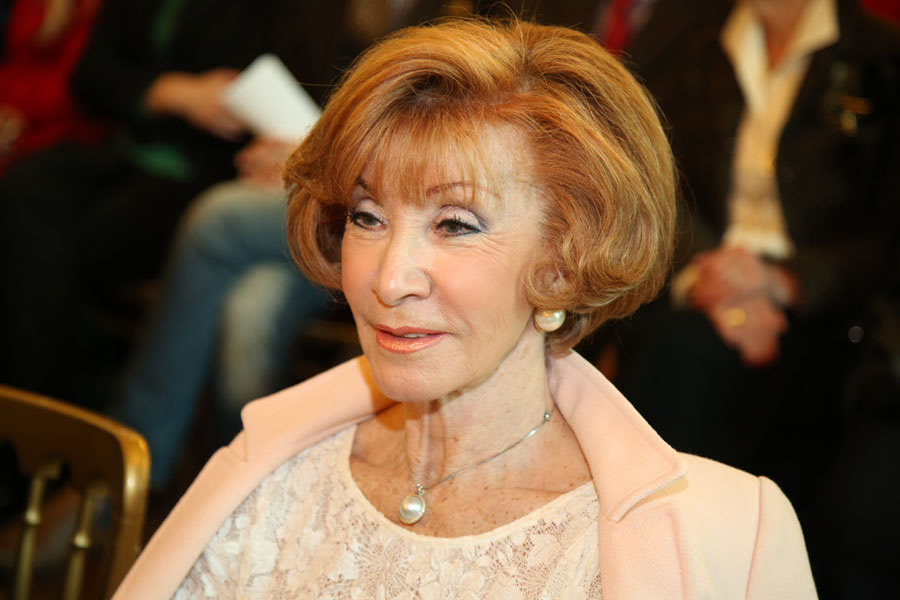
21. April: Guggi Löwinger
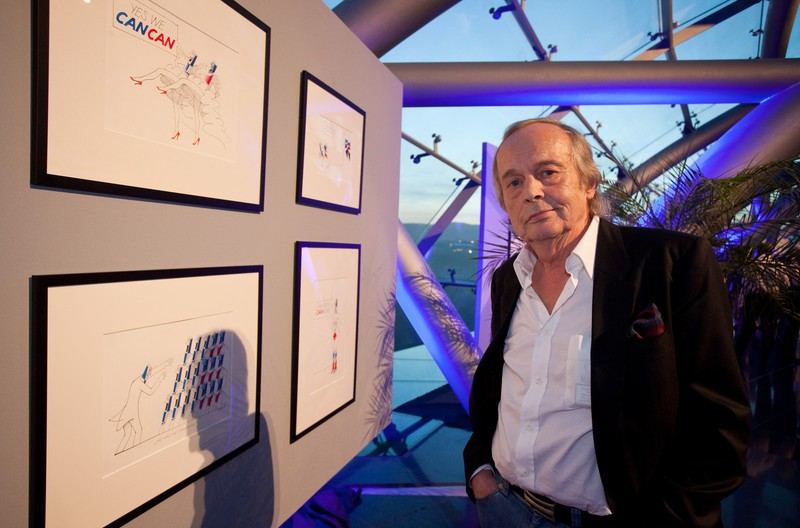
27. Mai: Dietmar Kainrath
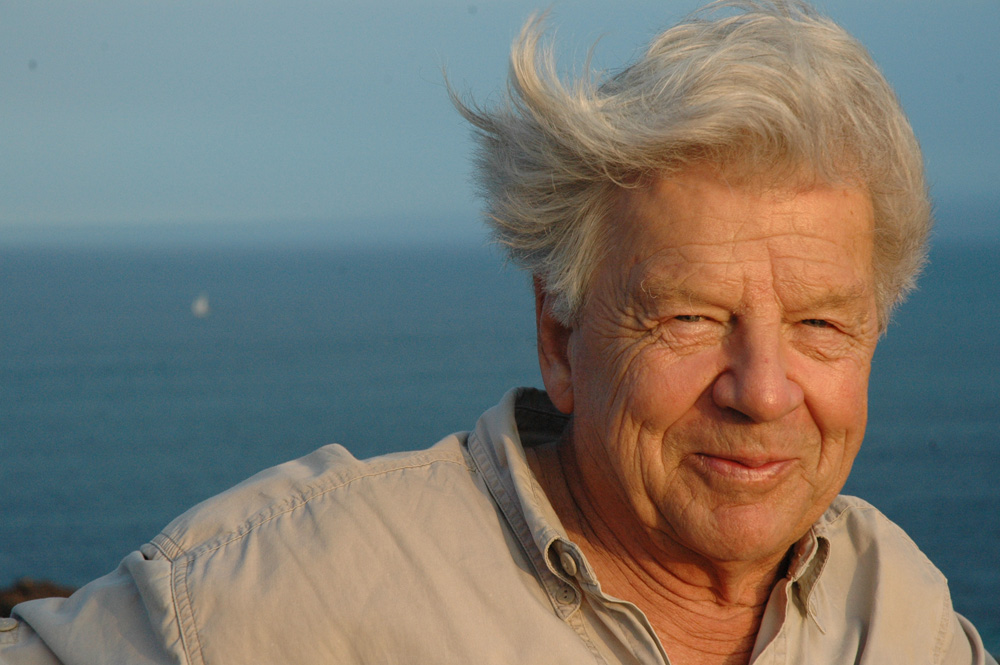
2. Juni: Irenäus Eibl-Eibesfeldt
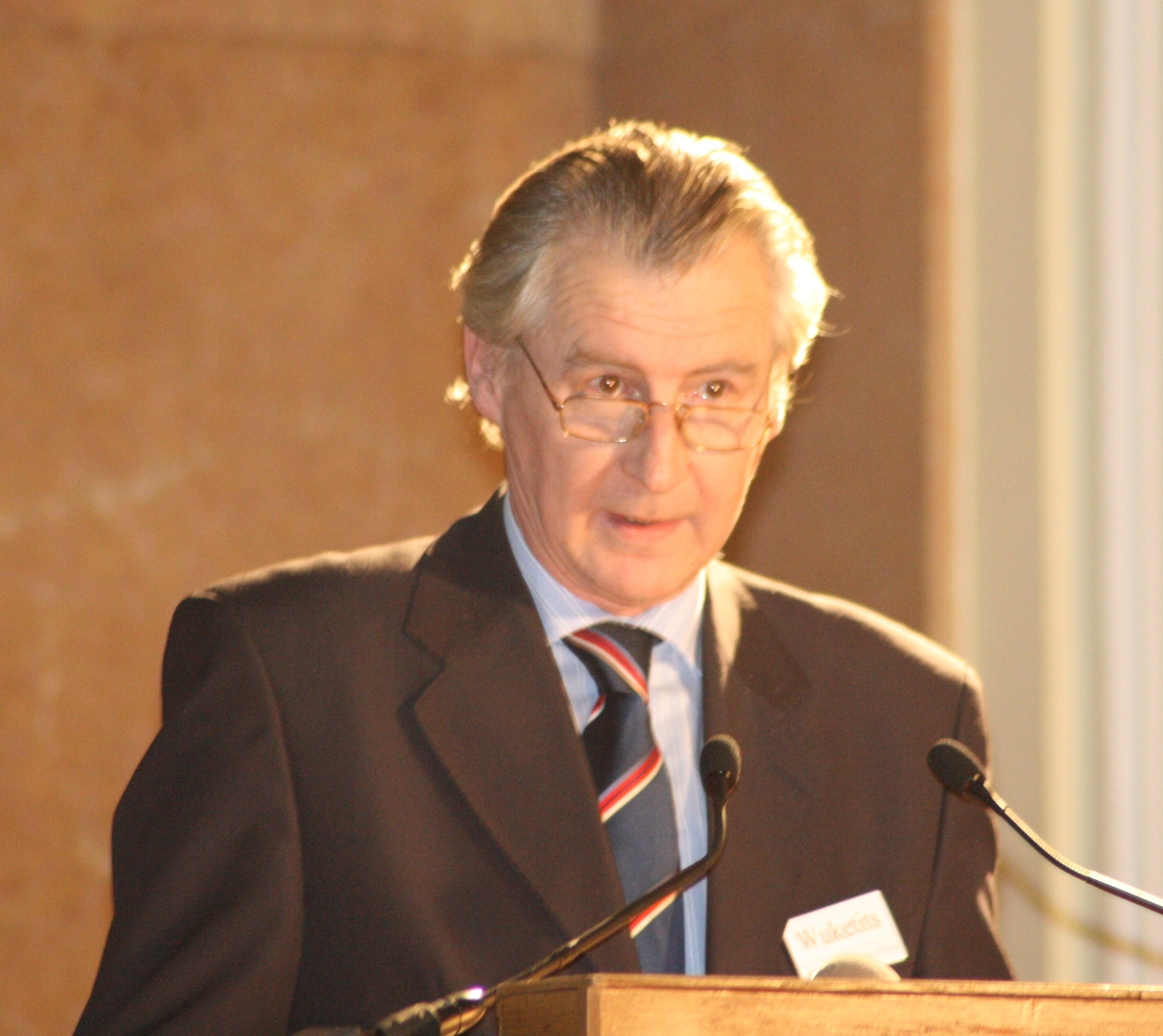
6. Juni: Franz M. Wuketits
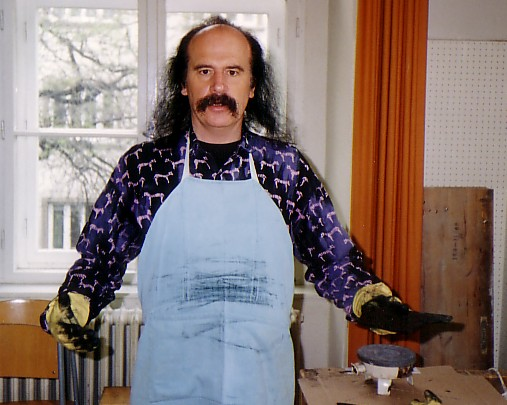
7. Juni: Stefan Weber
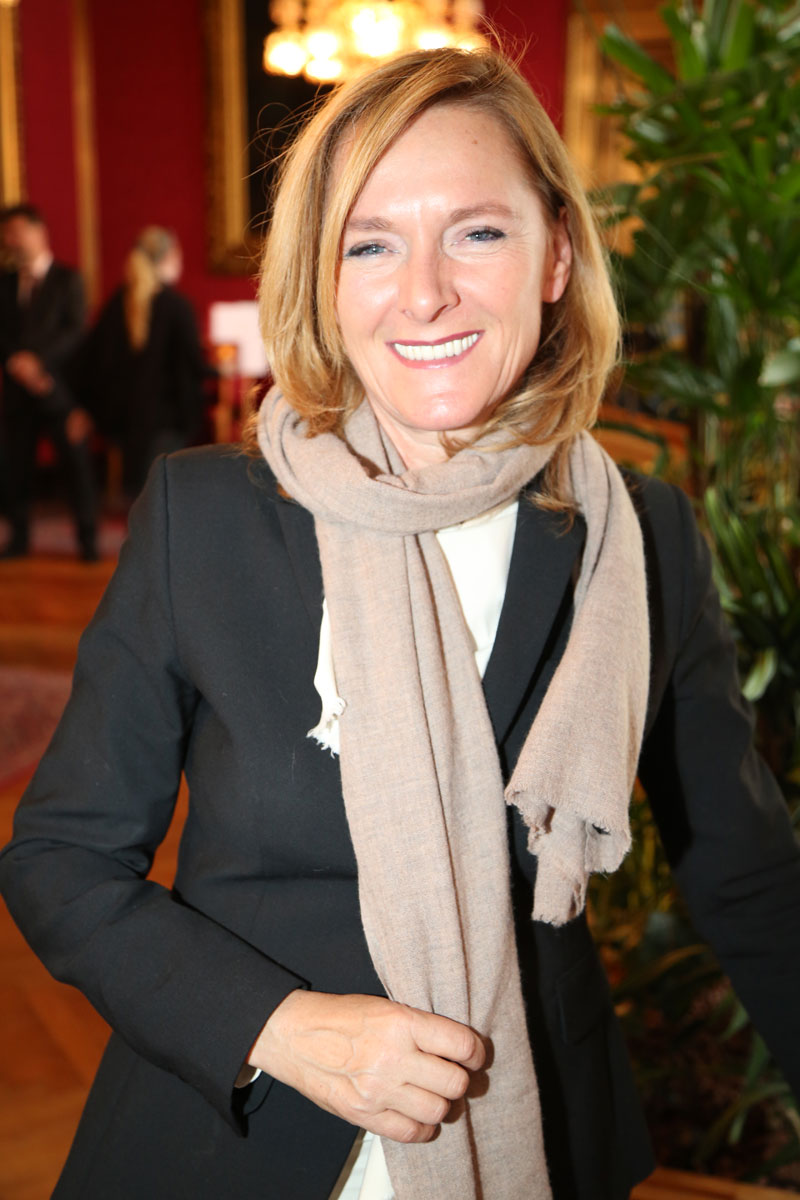
8. Juni: Sissy Mayerhoffer
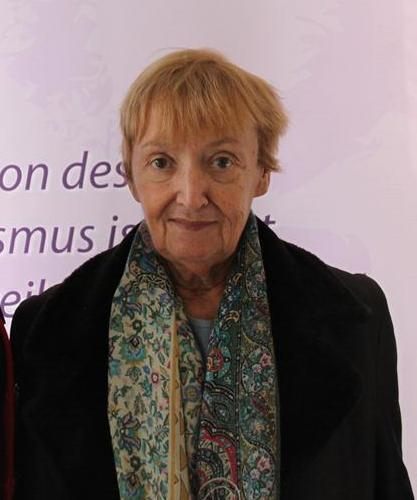
28. Juni: Christine Nöstlinger
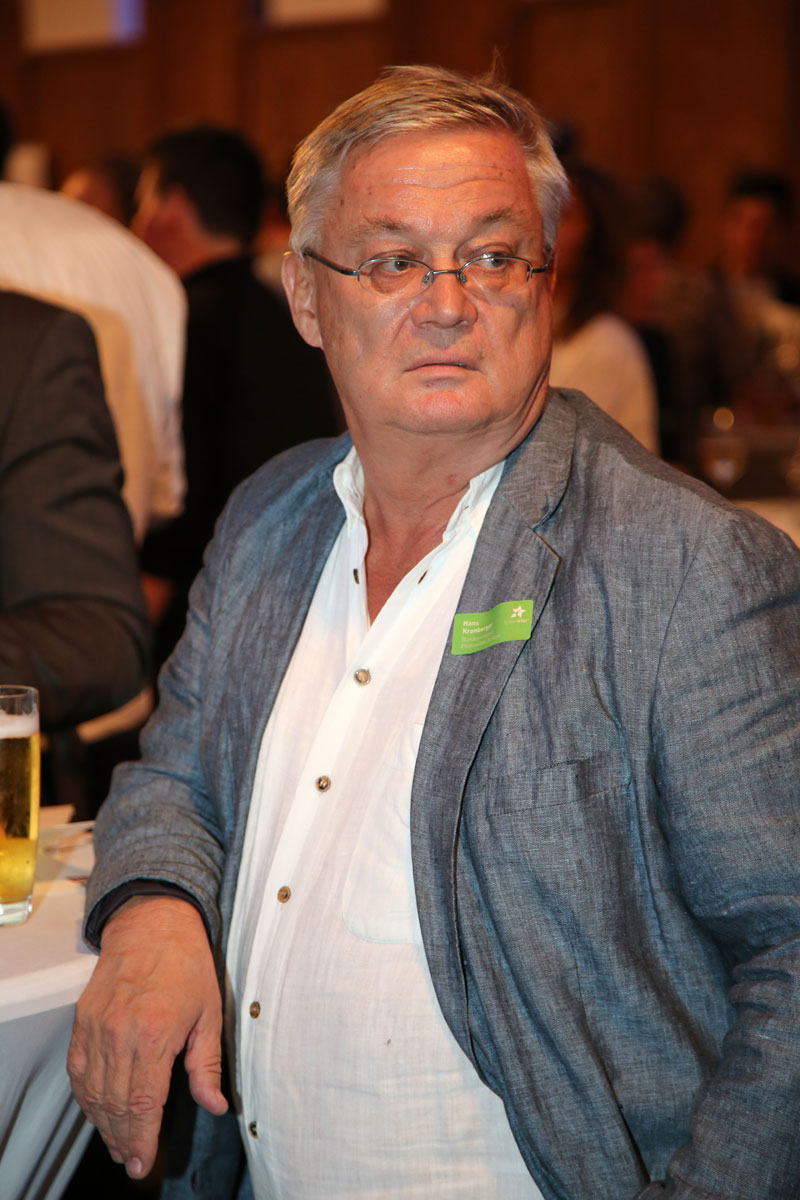
14. Juli: Hans Kronberger
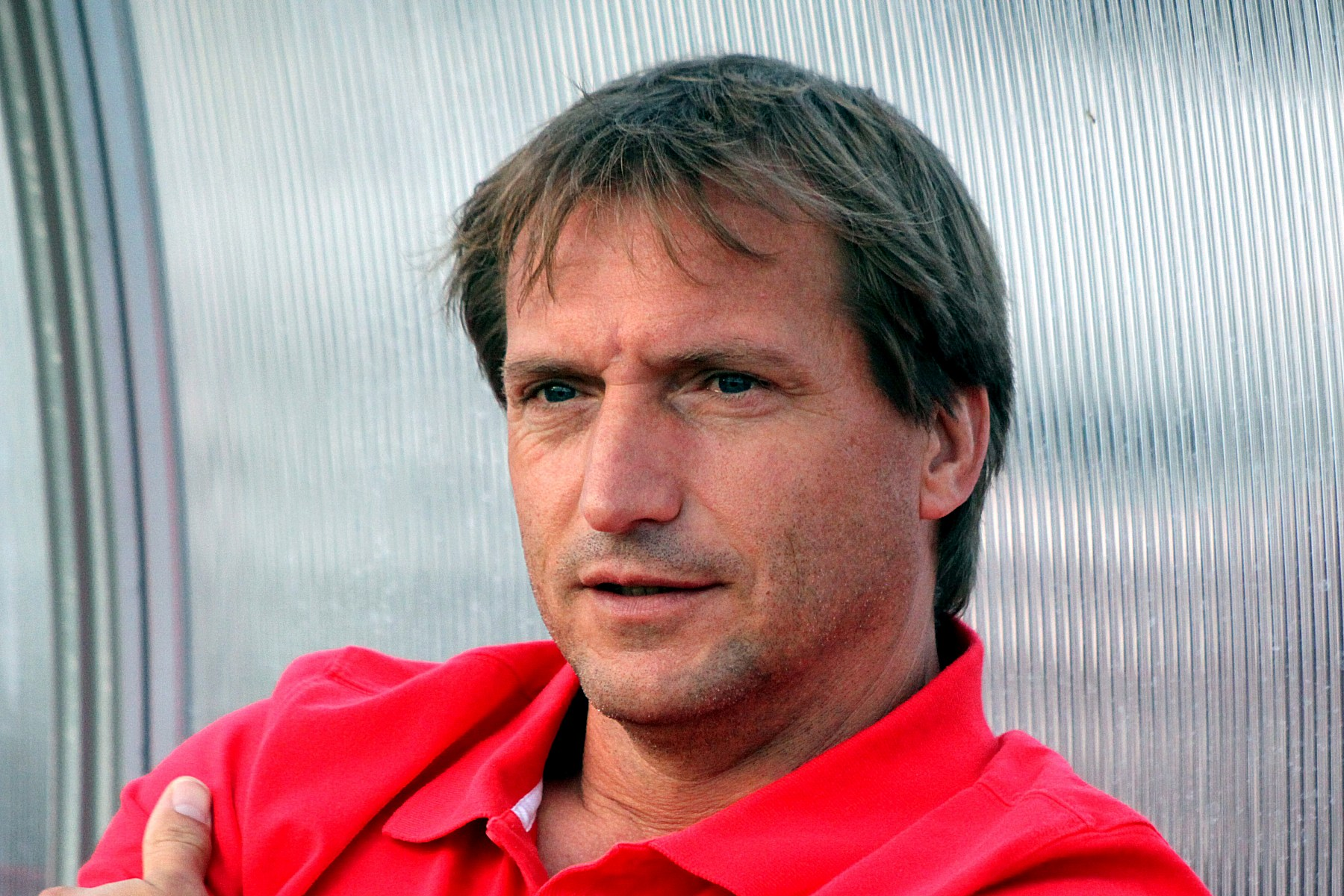
20. Juli: Christoph Westerthaler
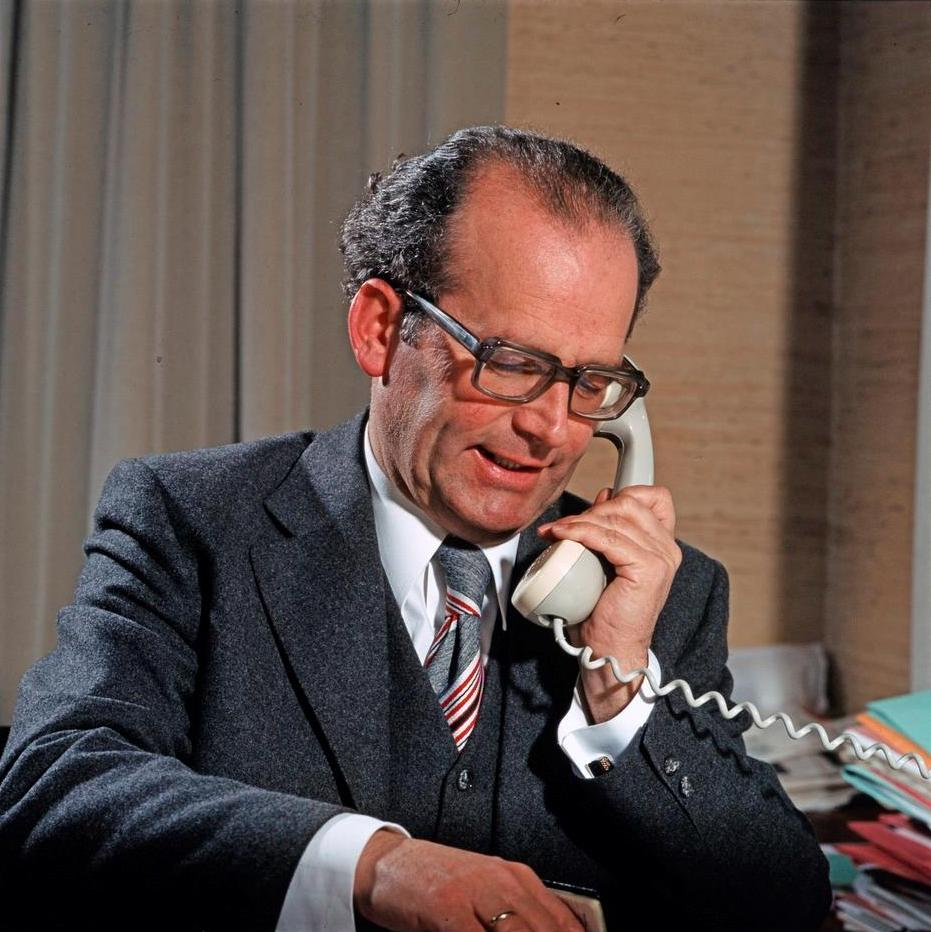
27. Juli: Herbert Keßler
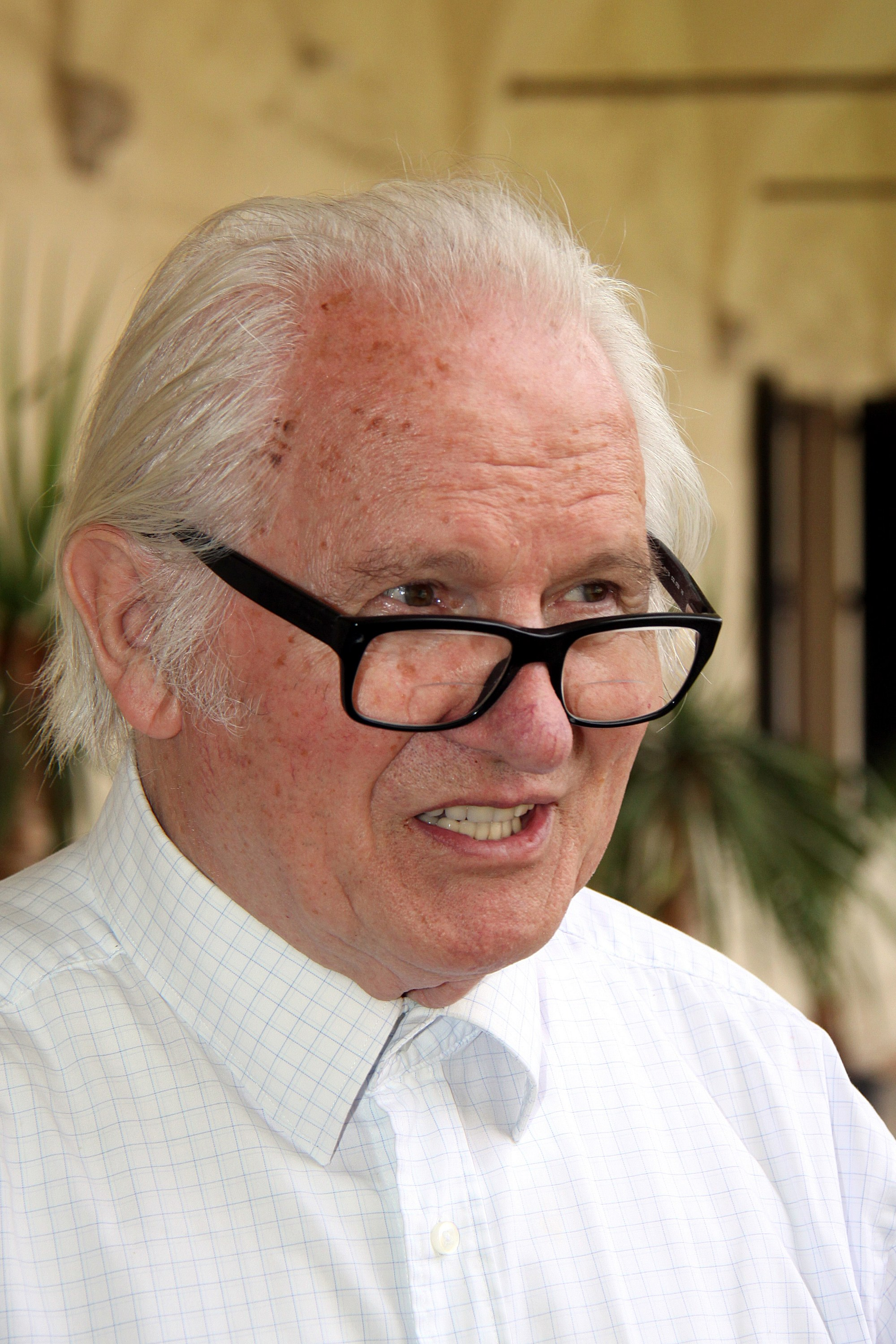
7. August: Anton Lehmden
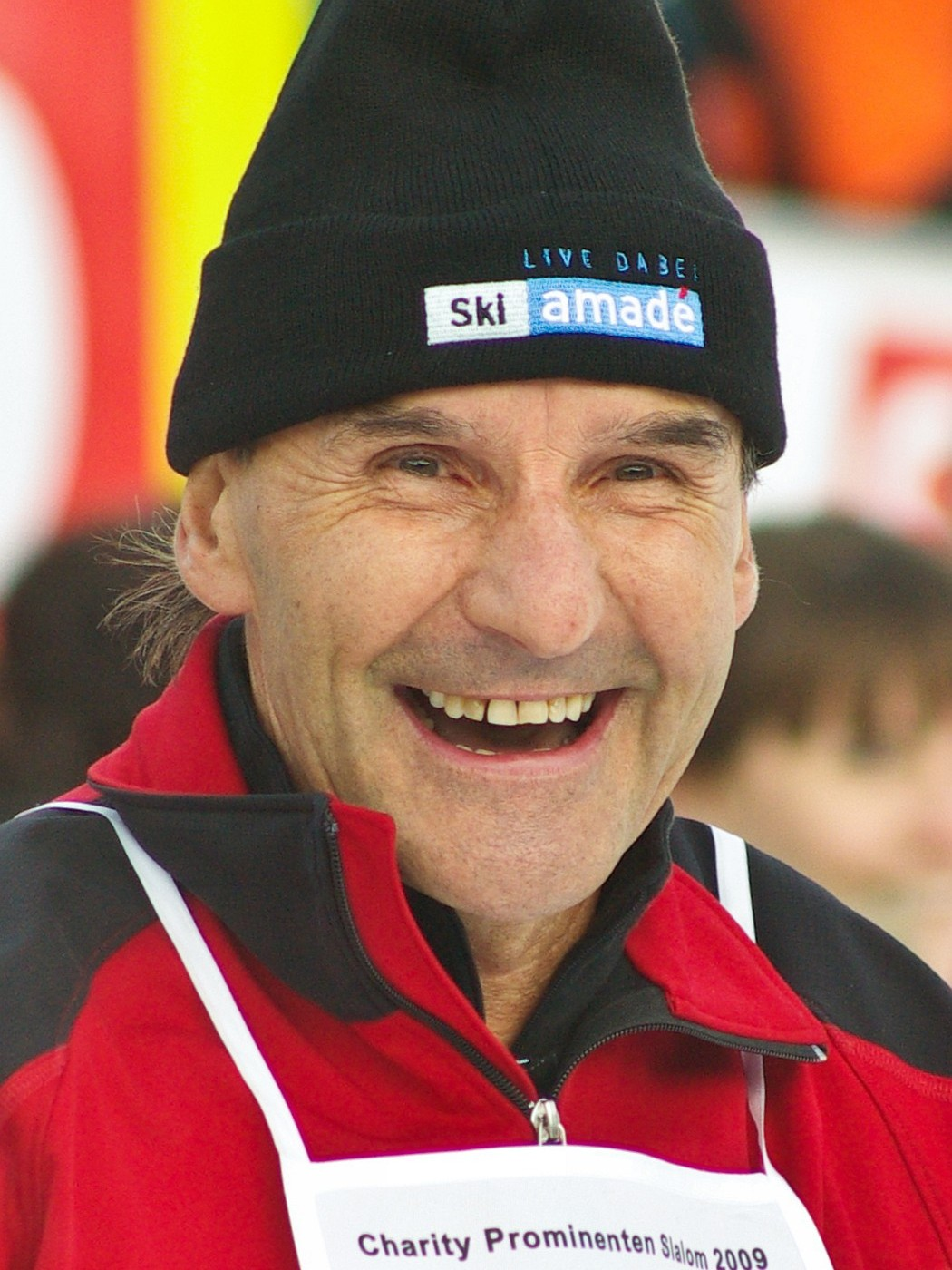
20. September: Reinhard Tritscher
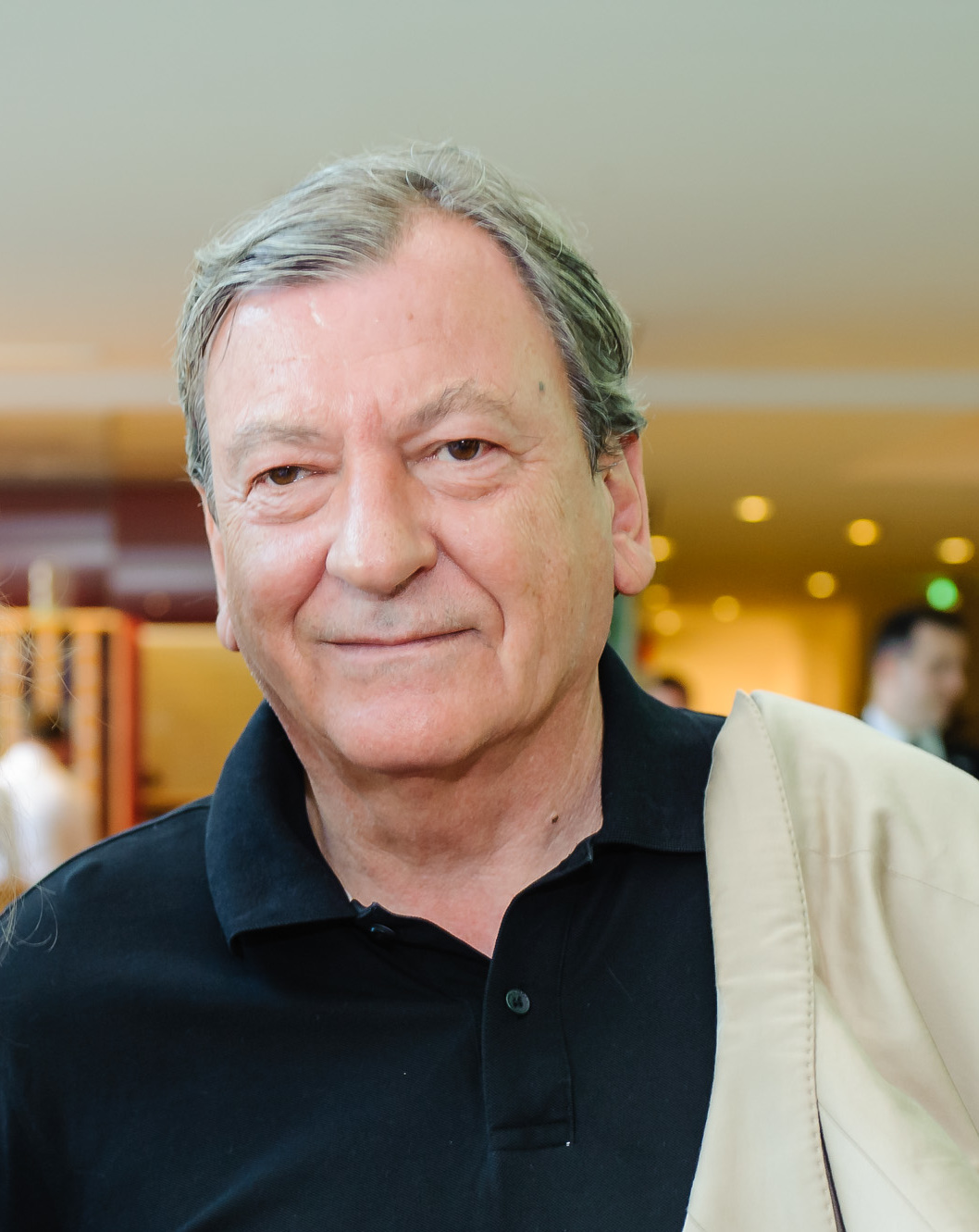
4. Oktober: Herbert Tumpel
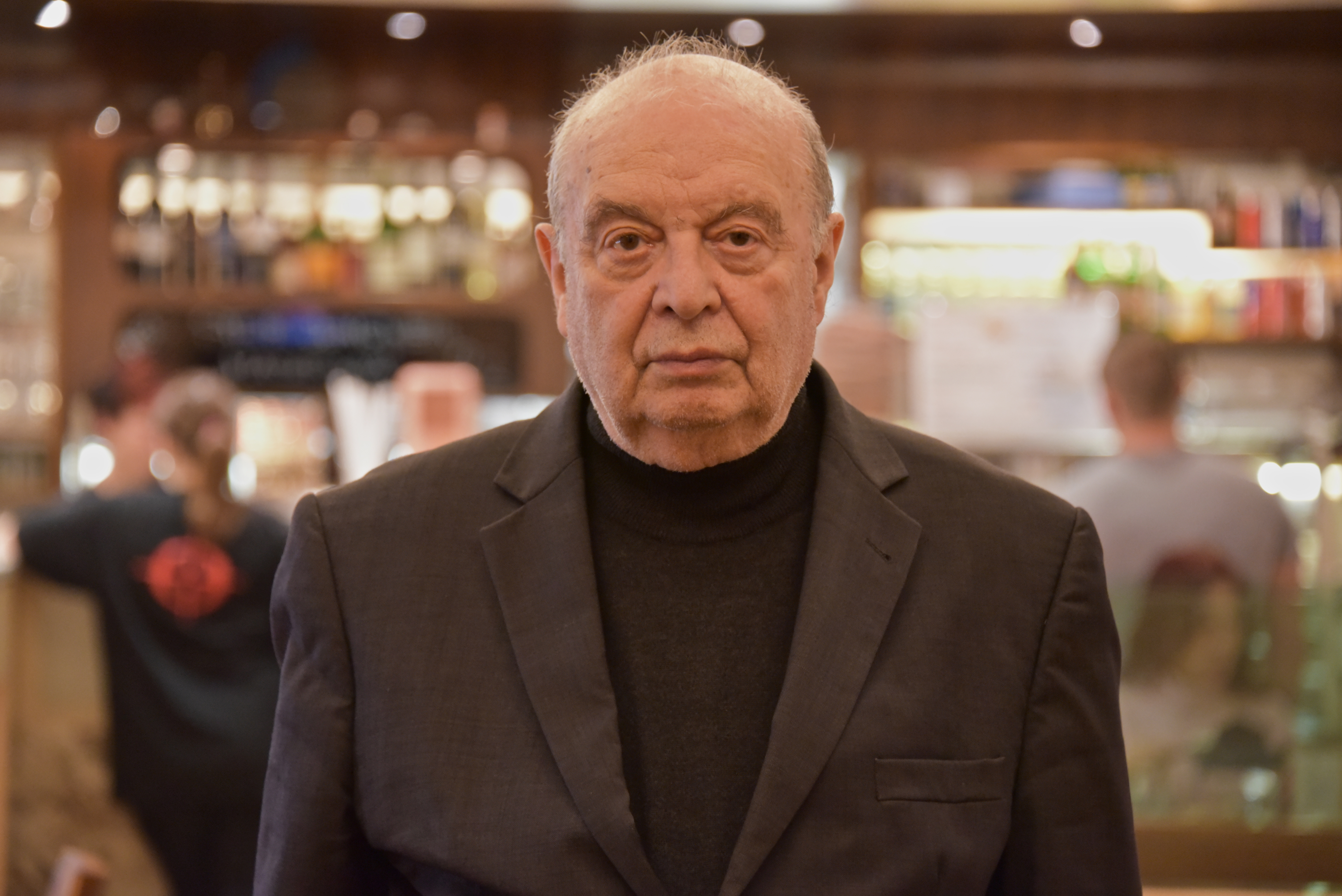
24. Oktober: Rudolf Gelbard
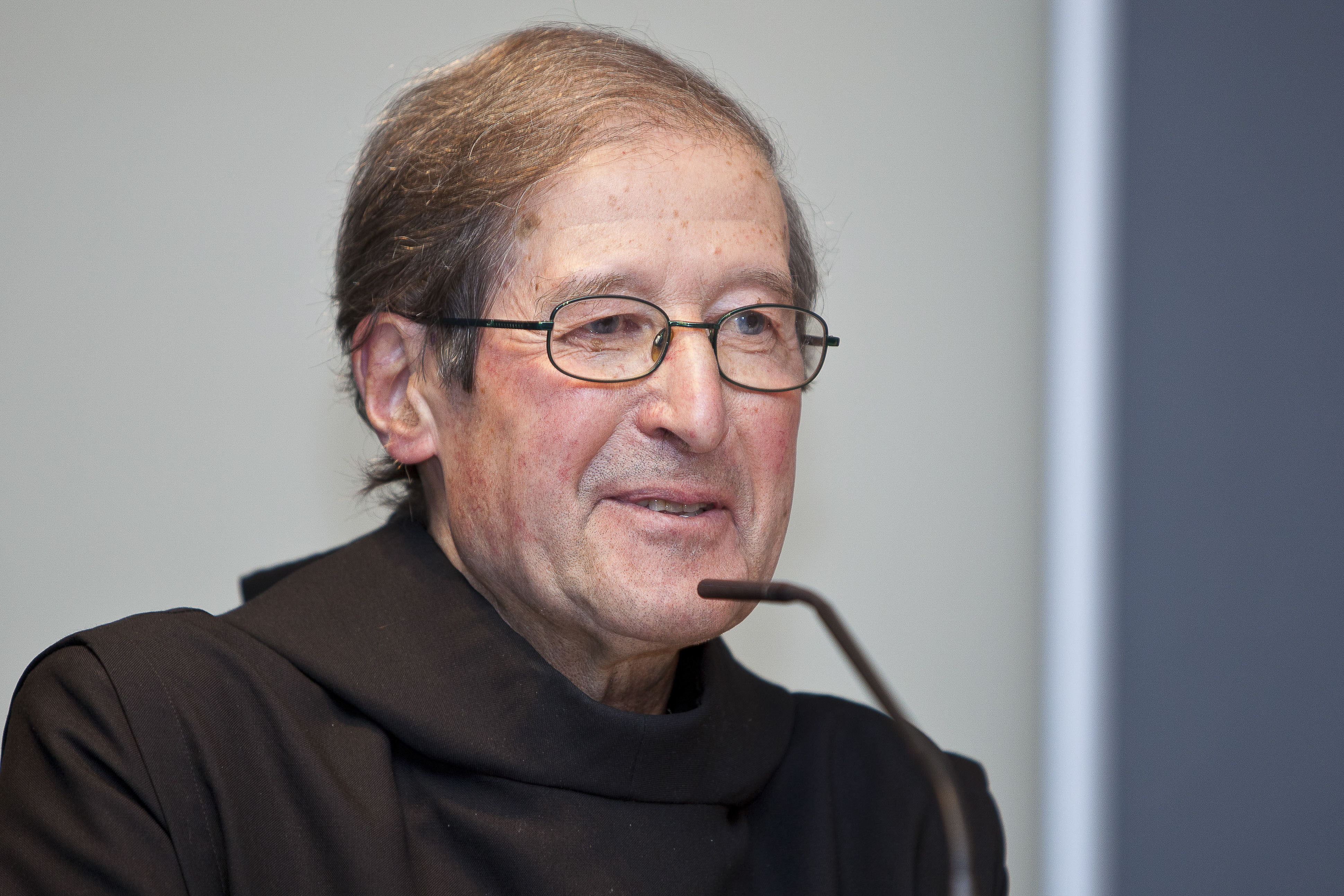
2. November: Severin Schneider